# 人間の証明
『人間の証明』（にんげんのしょうめい）は、森村誠一の長編推理小説、またそれを原作とした映画、テレビドラマ。1975年に『野性時代』（角川書店）で連載された。第3回角川小説賞受賞作品。単行本・各社文庫本計で770万部以上のベストセラーとなっている。佐藤純彌監督で映画化（1977年公開）。1991年に井出智香恵が漫画化、2004年に岸田敬が漫画化。
森村の代表作「棟居刑事シリーズ」の主人公・棟居弘一良の初登場作品。森村は代表作と見なされる本作について「代表作とは読者が決めるものであるが、自分にとって相当に重要な作品である」と語っている。

## 成立
『人間の証明』は角川春樹が『野性時代』創刊に合わせて連載を依頼した（実際には創刊号には遅れて連載開始した）。角川は森村に「作家の証明書になるような作品を書いてもらいたい」と依頼したという。森村は西條八十の詩「ぼくの帽子」の一節に着想を得て執筆を始めた。
当初の読者の反応は低調だったが、角川が映画化を発表してから加速度的に人気が出た。
当時の新聞広告には、「読んでから見るか。見てから読むか。」と映画と本の広告がなされた。

## 書誌情報
- 『人間の証明』 1976年、角川書店
- 『人間の証明』 1977年、角川文庫
- 『人間の証明』 1983年、講談社文庫
- 『長編推理小説 人間の証明』 1997年、カッパ・ノベルス
- 『人間の証明』 1997年、ハルキ文庫、ISBN 4-89-456347-9
- 『長編推理小説 人間の証明』 2004年、カッパ・ノベルス、ISBN 978-4-33-402312-6
- 『新装版 人間の証明』 2004年、角川文庫、ISBN 978-4-04-175360-6
- 『人間の証明』 2015年、角川文庫、ISBN 978-4-04-102599-4、2004年角川文庫版に「永遠のマフラー」を併録。

## あらすじ
東京・赤坂にある「東京ロイヤルホテル」のエレベーター内で、胸部を刺されたまま乗り込んできた黒人青年ジョニー・ヘイワードが死亡した。麹町署の棟居弘一良刑事らは、ジョニーを清水谷公園から東京ロイヤルホテルまで乗せたタクシー運転手の証言から、車中で彼が「ストウハ」という謎の言葉を発していたことを突き止める。さらに羽田空港から彼が滞在していた「東京ビジネスマンホテル」まで乗せた別のタクシーの車内からは、ジョニーが忘れたと思われる恐ろしく古びた『西條八十詩集』が発見された。
一方、銀座のバーに勤めていた「なおみ」こと小山田文枝が行方不明になる。夫の小山田は独自に捜索をし、妻文枝の浮気相手である新見を突き止めるが文枝の居場所は分からなかった。文枝はこの時点で轢死しており、犯人は政治家郡陽平とその妻の家庭問題評論家八杉恭子の息子である郡恭平だった。恭平は車の運転中、スピンを起こし文枝をはねてしまったのだ。発覚を怖れた恭平は同棲相手の路子と共に遺体を東京都西多摩郡の山林へ隠す。その後路子の勧めで身を隠すため、路子を伴ってニューヨークへ渡った。
棟居刑事は「ストウハ」がストローハット（麦わら帽子）を意味すると推理した。また、事件現場であるホテルの回転ラウンジの照明が遠目には麦わら帽子のように見えるため、ジョニーがそれを見て現場に向かったのだと解釈した。また、タクシーから発見された詩集の中の一編の詩が「麦わら帽子と霧積(きりづみ)という地名」を題材としていたことと、ジョニーがニューヨークを去る際に残した「キスミー」という言葉から、捜査陣は群馬県の霧積温泉を割り出した。棟居らが現地に向かうと、ジョニーの情報を知っているであろう中山種という老婆がダムの堰堤から転落死していた。群馬県警は転落による事故と考えていたが棟居らは殺人事件と主張する。棟居らは中山種の本籍のある富山県八尾町へ向かう。そして捜査の中で、八杉恭子が八尾出身であることを偶然発見する。さらにアメリカ側からの捜査により、ハーレムに住むジョニーの父親が資産家アダムズの車に飛び込み示談金を得て、ジョニーの渡航費を捻出したことがわかる。父親はその後死亡した。
新見によるひき逃げ事件の捜査も進み、現場に残されていた熊のぬいぐるみの所持者が恭平であること、ぬいぐるみに付着していた血液が文枝のものであることが明らかになると、新見は単身ニューヨークへ飛び、恭平からひき逃げと死体遺棄を白状させた。同じ頃、文枝の遺体がハイカーの大学生アベックに山中で発見され、その現場に恭平のコンタクトケースが落ちていたことで、犯人は恭平と断定された。新見から、恭平と路子の身柄が警察へ引き渡された。
八杉恭子とジョニーは生き別れた母子だった。ジョニーの父親は恭子と恋人同士であったが、当時は米国軍人と正式な結婚をすることが出来ず、親子3人で霧積温泉へ旅行した後、父親は二歳になるジョニーを連れて米国へ帰国し、日本に残された恭子は勧められるままに郡と見合結婚をした。
ジョニーの存在が世間に知れ渡り、過去に黒人と関係を持っていた事実が露見することを恐れた恭子は自分に会いに来日したジョニーを殺害し、事情を知っている中山種も殺していた。
ジョニーは実母の生活をかき乱そうとは考えておらず、「母親に会って、産んでくれたことを感謝し成長した自分を見て欲しい」という長年抱いていた純粋な夢だけが目的であった。しかし命をかけて産んでくれた母は地位や名誉にしか目を向けておらず、ジョニーは母に会う夢が叶うと同時にその母に刺されたのだ。しかし、母は自分の息子を完全に刺せず、少し刺さっただけだった。しかし、それでも母の思いを悟ったジョニーは、「ママは僕が邪魔なんだね」と、言い、少しだけ刺さっているナイフを自分で押し込み、さらに、母が犯人とは判らなくなるよう殺害現場から離れ、棟居の推理通りに麦わら帽子に見える現場に向かい、息絶えたのだった。自身の複数の殺人、息子の起こした交通事故と死体遺棄が明らかになり、すべてを失った恭子に、棟居は人間としての心の在り方を問いかける。

## 登場人物
- ジョニー・ヘイワード：ニューヨーク・ハーレム育ちの黒人青年。東京で殺される。
- 棟居弘一良：麹町警察署の刑事。八杉恭子と因縁がある。
- 横渡：警視庁捜査第一課の刑事。猿のような容貌から「猿渡」と呼ばれる。霧積への出張から棟居とペアを組む。
- 那須：警視庁捜査第一課の警部。ジョニーが殺された事件の捜査を指揮する。
- 下田：警視庁捜査第一課の刑事。最若手。
- 山路：警視庁捜査第一課の部長刑事。最古参。棟居とペアを組むが、霧積への出張を横渡へ譲る。
- 草場：警視庁捜査第一課の刑事。とぼけた風貌。
- 河西：警視庁捜査第一課の刑事。銀行員タイプ。
- 佐々木：個人タクシー運転手。「東京ロイヤルホテル」までジョニーを乗せた。
- 八杉恭子：家庭問題評論家。著書がベストセラーとなり、マスコミの寵児になった。政治家の妻。
- 郡陽平：八杉恭子の夫。国会議員。
- 郡恭平：八杉恭子の息子。轢き逃げ事件を起こす。
- 朝枝路子：郡恭平の恋人。郡恭平と共に渡米する。
- ケン・シュフタン：ニューヨーク市警察25分署の刑事。棟居と因縁がある。
- マリオ：ジョニーが住んでいたアパートの管理人。
- ウィルシャー・ヘイワード：ジョニーの父。太平洋戦争から復員して除隊。ジャパンパと呼ばれる。
- 小山田文枝：銀座のバーで働く。店名（げんじな）は「なおみ」。小山田の妻で新見の愛人。郡恭平に轢き殺され、山中に埋められる。
- 小山田武夫：文枝の夫。病気のため自宅療養している。失踪した文枝を捜索する。
- 大須賀：亀の子交通のハイヤー運転手。
- ケネス・オブライエン：ニューヨーク市警察25分の警部。
- ライオネル・アダムズ：当たり屋だったウィルシャー・ヘイワードに慰謝料として4,000ドルを払った金持ち。
- ワゴ：アダムズの運転手。
- 新見：東洋技研部長。人妻のホステス・なおみと愛人関係にある。失踪したなおみを捜索する。
- 森戸邦夫：事務機器販売の営業マン。新見に機器購入をちらつかせられて郡邸に忍び込む。
- 野々宮高吉：タクシー運転手。東京ビジネスマンホテルまでジョニーを乗せた。
- 宮武敏之：東京外語大学教授。米語発音学の権威。
- 中山種：霧積温泉旅館の元女中。おたねさん。ダム堰堤から転落死する。
- 中山静枝：殺された中山種の孫娘。霧積温泉旅館で働く。
- ツネさん：霧積温泉のマイクロバス運転手。
- 駅長：霧積温泉のマイクロバスに乗り合わせる。地元の名士。
- 渋江：松井田署の警部補。中山種の転落死を捜査する。
- 郡陽子：郡恭平の妹。恭子、恭平が犯行を認めた頃、アンパン遊びに加わっていたとして補導された。
- 魚崎千代子：新見の妹。
- 三島雪子：ハーレムに住み着いて写真を撮影する日本女性。
- 大室よしの：中山種のいとこ。八尾にある宮田旅館の隠居部屋で暮らす。
- 谷井新子：宮田旅館のお手伝い。遠縁の八杉恭子を伝に東京に出てくる。
- 川村：私大生。旅行研究部のアイドル雅代をハイキングに連れ出す。
- 荒井雅代：私大生。山林で腐乱死体を発見する。

## 映画
角川春樹事務所製作第二弾。東映洋画配給。興行は都市部を日比谷映画劇場をメインとした東宝洋画系、地方を東映がそれぞれ担当した。
松田優作・岡田茉莉子・ジョージ・ケネディがそれぞれ黒歴史を持つ人物を演じ、日本映画で初めて本格的なニューヨークロケが行われた。松山善三の脚色は原作と異なる結末になっている。
映画公開時に用いられた有名な台詞「母さん、僕のあの帽子どうしたでせうね ええ、夏、碓氷から霧積へ行くみちで 渓谷へ落としたあの麦藁帽ですよ…」は西條八十の詩がオリジナルであり、劇中でも語られている。ジョー山中が歌う「人間の証明のテーマ」もヒットし、ベストテン入りを果たしている。また映画公開に合わせ、文庫フェアと原作者が全国を回るサイン会も行われ、森村誠一は一躍ベストセラー作家に躍り出た。
"角川商法"と言われた大々的なメディアミックス戦略は本作で早くも確立された。角川は映画と自社の文庫を売るため、映画では監督の佐藤純彌や主演の松田優作に、映画の利益が出た際の追加ギャラを約束した上で、角川春樹と角川の興行アドバイザーを担当していた黒井和男を加えた4人で全国主要15都市の劇場で舞台挨拶を行うキャンペーンを行った。そして地方を回った際は、地元の本屋や取次を、次回作の試写や完成披露のパーティに招待するなどの配慮を怠らなかった。文庫に関しては、当時、社を上げて売り込んでいた角川版『日本地名大辞典』のキャンペーン隊に、原作者の森村がサイン会のために同行し、映画のキャンペーンと会場がバッティングすると、森村が映画館で挨拶をすることもあったという。

### あらすじ（映画）
東京・赤坂にある高層ホテルのエレベーター内で、黒人青年ジョニー・ヘイワードが血を流しながら倒れ、そのまま死亡した。胸部を刺されていた。麹町署の棟居弘一良刑事らは、ホテルのエレベーターガールの証言からジョニーの遺言が「ストウハ」であったこと、ジョニーがすりきれた『西條八十詩集』を持っていたことから、その意味を探り始める。
一方、ジョニーが殺されたエレベーターに乗り込んでいた一人の女性が、事件の夜に有名ファッションデザイナー八杉恭子の息子である郡恭平に轢き殺され、発覚を怖れた恭平によって東京湾に沈められてしまう。恭平は現場へ残してしまった懐中時計と同じものを入手しようとするなど、疑いがかからぬような工作をしたもののことごとく失敗に終わった。ついに八杉恭子に事件の全てを告白すると、八杉恭子は恭平にアメリカへ逃げるように指示した。しかしひき逃げ事件の現場の遺留品から棟居刑事は八杉恭子にたどり着く。
その頃、ジョニーの言語的特徴から「ストウハ」という遺言はストローハット(麦わら帽子)、ジョニーがアメリカを去る際に目的地だと語った「キスミー」は『西條八十詩集』の詩の一節とも関連して群馬県の霧積温泉郷を割り出し、棟居刑事は現地に向かう。聞き込みの結果、ジョニーの情報を知っているであろう中山たねという老婆に行きついたが、訪問すると、何者かに殺された直後であった。
その後さらに聞き込みを重ね、霧積では八杉恭子が戦後、進駐軍向けのバーで働いていたことが分かった。棟居刑事は八杉恭子がジョニー殺害の犯人だと推理し、ジョニーの本当の誕生日と母親が誰かを聞き出すため、ジョニーの父親を捜しにニューヨークへ飛ぶ。
棟居刑事はニューヨークで相棒となるシュフタン刑事を紹介され行動を共にするが、ふとした出来事から父を殺したアメリカ兵と同じタトゥーを手の甲に見つけてしまい衝撃を受ける。しかし複雑な思いを抱いたまま捜査を進めるのであった。捜査を進める棟居刑事はジョニーの父親を見つけ、ジョニーが日本で生まれたことを突き止める。そんな折、棟居刑事はひき逃げ犯の恭平をニューヨークで発見し追い詰めるが、抵抗する恭平はシュフタン刑事に銃口を向けてしまったため、シュフタン刑事によって射殺されてしまう。
棟居刑事が東京へ戻ったタイミングで日本デザイナーコンクールが開かれていた。その席で棟居刑事は八杉恭子に恭平が死んだことを伝え、それを聞いた八杉恭子は受賞したばかりの金賞を辞退し、そのあと自らハンドルを握り霧積の渓谷へ向かった。渓谷で追い詰められた八杉恭子は横渡刑事の質問に頷く形で、ジョニーは八杉恭子が産んだ子どもであること、ジョニーを殺害したこと、ジョニーのことを知っていた中山たねを殺害したことを認めた。八杉恭子が身を投げようとしたところを横渡刑事は止めようとしたが、棟居刑事はそれを制し、八杉恭子のなすがままにまかせた。
顛末を知らされたシュフタン刑事は、ジョニーの父親を訪ねたが既に息絶えていた。その帰途で、以前取り調べで手荒く扱った黒人男性に刺され、そのままこと切れた。

### スタッフ（映画）
- 監督 - 佐藤純彌
- 製作 - 角川春樹、鹿内信隆
- プロデューサー - 吉田達、サイモン・ツェー
- 脚本 - 松山善三
- 撮影 - 姫田真佐久
- 美術 - 中村修一郎(中村州志)[17]
- 照明 - 熊谷秀夫
- 録音 - 紅谷愃一
- 編集 - 鍋島惇
- 衣裳デザイン - 春日潤子
- スチール - 加藤光男
- 助監督 - 葛井克亮（英語版）
- 製作担当 - 武田英治
- 音楽監督・作曲 - 大野雄二
- 主題歌 - 「人間の証明のテーマ」（歌 - ジョー山中）
- 音楽監督補佐 - 鈴木清司
- 音響効果 - 坂井三郎、小島良雄（日活効果）
- 技斗 - 伊藤浩市
- 写真提供 - 吉田ルイ子
- ニューヨーク・シークエンス・スタッフ
  - 製作補佐 - ミルトン・モシュラック
  - 撮影 - ソール・ネグレン
  - 助監督 - アレックス・ハプセス
  - 製作主任 - リーランド・ハース
  - 美術 - デーブ・ムーン
  - 録音 - マイク・トローマー
- 協力 - 寛斎スーパースタジオ、麻生恒二の美容室、富久娘、シイベル時計、三和自動車、横浜放送映画専門学院、小谷温泉
- 制作協力 - 日本航空、ホテルニューオータニ、フジテレビジョン、角川書店
- 配給 - 東映
- 角川春樹事務所作品

### キャスト（映画）
- 棟居 - 松田優作：麹町警察署の刑事。八杉恭子と因縁がある。
- 八杉恭子 - 岡田茉莉子：有名ファッションデザイナー。政治家の妻。
- 朝枝路子 - 高沢順子：郡恭平の恋人。
- なおみ - 范文雀：クラブホステス。小山田の妻で新見の愛人。郡恭平に轢き殺され、海に捨てられる。
- 澄子 - 坂口良子：おでん屋の女将。
- ケン・シュフタン - ジョージ・ケネディ：ニューヨーク市警察27分署の刑事。棟居と因縁がある。
- 横渡 - ハナ肇：警視庁捜査第一課の刑事。
- 新見隆 - 夏八木勲：東洋技研部長。人妻のホステス・なおみと愛人関係にある。
- ジョニー・ヘイワード - ジョー山中：ニューヨーク・ハーレム育ちの黒人青年。東京で殺される。
- 幼少のジョニー・ヘイワード - 山中ひかり（ジョー山中の実の息子）
- ウィルシャー・ヘイワード - ロバート・アール・ジョーンズ
- 郡恭平 - 岩城滉一：八杉恭子の息子。轢き逃げ事件を起こす。
- 中山静枝 - 竹下景子：殺された中山タネの孫娘。霧積温泉旅館で働く。
- オブライエン - ブロデリック・クロフォード：ニューヨーク市警察27分署長。
- 三島雪子 - ジャネット八田：ハーレムで写真屋を営む日本女性。
- 河西 - 和田浩治：警視庁捜査第一課の刑事。
- 下田 - 峰岸徹：警視庁捜査第一課の刑事。
- 草場 - 地井武男：警視庁捜査第一課の刑事。
- 山路 - 鈴木瑞穂：警視庁捜査第一課の部長刑事。
- 捜査本部長 - 山岡徹也
- おでん屋の板前 - 姫田真佐久
- おでん屋の客A - 大滝秀治
- おでん屋の客B - 佐藤蛾次郎
- 大森よしの - 北林谷栄： 八杉恭子が米兵相手のバーで働いていた過去を知る女性。
- 大森よしのの孫娘 - 西川峰子
- 渋江警部補 - 深作欣二
- ワイドショーの司会者 - 小川宏
- 男性アナウンサー - 露木茂
- 女性アナウンサー - 三上彩子
- 喫茶店 エルザ館・ボーイ - 鈴木ヒロミツ
- 喫茶店 エルザ館・ウエイトレス - シェリー
- ブティックの店主 - 今野雄二
- デザインコンクールの司会者 - E・H・エリック
- デザインコンクールのアシスタント - 奈三恭子
- デザインコンクールの審査委員長 - 河村弘二
- 久之浜の警官 - 高並功
- ホステス・君子 - 野川愛
- ハイヤーの運転手 - 中島元
- エレベーター・ガール - 島崎奈々
- フロント課長 - 桐島好夫
- 女中 - 青木万里子
- 郡邸の女中 - 金井真喜子
- 若き日のウィルシャー・ヘイワード - アレキサンダー・イーズリー
- 今村弁護士 - 田口計
- 恭子のアシスタント - 大橋芳枝
- 霧積温泉旅館の女将 - 星美智子
- 霧積温泉旅館の番頭 - 相馬剛三
- 霧積温泉の警察官 - 室田日出男
- 霧積温泉の警察官 - 小林稔侍（ノンクレジット）
- 棟居の少年時代 - 石井明人
- 郡陽平の秘書 - 片岡五郎
- 刑事 - 亀山達也、五野上力、山浦栄、畑中猛重、武田洋和、安永憲司
- 監察医 - 河合絃司
- 棟居の父親 - 菅野忠彦
- ロイヤルホテル従業員 - 中田博久
- エレクトーン奏者 - 和田悦子
- 「たこ安」の女中 - 青木真知子
- 闇市の復員兵 - 角川春樹
- アトリエの女中 - 下村節子、とりい三枝、日向亜希、原あけみ、福王トモ子、ティナ・ユカ、田中美穂、大城信子
- 闇市の警察官 - 玉井謙介
- 闇市の警察官 - 高月忠
- ケンの同僚 - パトリック・ファクトリー
- 警部補 - フランク・シンプソン
- ビリー - レニー・グローディン
- 受付の警察官 - フランク・ライアン
- アダムス邸・警備員 - カールス・クリーブランド
- アダムス邸・ドアマン - ジョージ・ガン
- チャーリー - ルービンチャーチ・
- 拳銃売人のアシスタント - ドナルド・ホークス
- バーテンダー - ジョン・マッカリー
- ハーレムの少年 - ポール・メレス・ハント
- 警察官 - ソール・ウェイナー
- 仲間の黒人 - アレックス・プラマー
- 拳銃の売人 - ビル・サンダーソン
- 酒場の男 - モンスーア・ナジー=ウラ
- 酒場の男 - ハディ・デービス
- ドラッグストアの店主 - ジェームズ・ショー
- ホテルのフロント係 - スタンリー・セイヤー
- 店主 - スタンリー・グリーン
- 店主 - P・J・シドニー
- 店主 - ボブ・オコンネル
- 酔っ払い - サム・シングルトン
- 酔っ払い - フラン・サリスバリー
- 酔っ払いの老人 - チャールズ・マクレガー
- ロイヤルホテル セカンド・フロントマネージャー - 近藤宏
- ロイヤルホテル チーフ・フロントマネージャー - 森村誠一
- クラブのママ - 田村順子：なおみが働くクラブのママ。
- ライオネル・アダムス - リック・ジェイソン： 当たり屋だったウィルシャー・ヘイワードに慰謝料として6,000ドルを払った金持ち。
- 霧積温泉旅館の主人 - 伴淳三郎
- 小山田武夫 - 長門裕之： なおみの夫。
- 那須 - 鶴田浩二： 警視庁捜査第一課の警部。ジョニーが殺された事件の捜査を指揮する。
- 郡陽平 - 三船敏郎（特別出演）： 八杉恭子の夫。国会議員。

### 製作

#### 製作決定まで
角川春樹は映画製作参入にあたり、各映画会社を訪問したが、最初に訪ねたのは、東映の岡田茂社長だった。鈴木常承東映洋画部長は「岡田社長から『角川社長が今度映画をやりたいそうだから、いろいろ相談に乗ってあげてくれ』と角川社長を紹介された。角川社長から『ぜひ、映画をやりましょう』と言われた」と証言している。
角川春樹は1975年11月6日に角川書店社長に就任し、映画は本を拡売するための大きな力になると判断、翌1976年1月、映画製作を目的とした角川春樹事務所を設立した。角川春樹が映画に便乗して本を出せば売れると気付いたのは、角川書店を干されていた1968年、26歳のとき、早川書房から出ていたマイク・ニコルズ監督のアメリカ映画『卒業』の翻訳本が珍しく10万部も売れたのを見たからである。
1976年5月24日に東京プリンスホテルで記者会見を行い、映画製作の進出を正式に発表し、『犬神家の一族』と『いつかぎらぎらする日』（笠原和夫脚本、深作欣二監督）、『オイディプスの刃』（村川透監督と発表されていた）の三本をまず製作予定と告知した。『いつかぎらぎらする日』と『オイディプスの刃』はこの時は製作されなかったが、東映は『いつかぎらぎらする日』製作の過程で角川と接触を続けていた。
角川は1976年5月24日に映画製作第一回として『犬神家の一族』を発表し、原作の関係で配給は東宝になったが、この日に二作目として『人間の証明』を構想していることを知らされた東映洋画は、当時角川の制作宣伝面のアドバイザーをやっていた古澤利夫（藤崎貞利）から『人間の証明』はまだ配給会社が決まっていないという情報を得て、興行面の窓口をやっていた土橋寿男（黒井和男）に東映洋画で配給をやらせてくれと頼み、角川春樹にも快諾された。また岡田茂東映社長も『月刊創』1977年5月号のインタビューで、ホストの勝田健から「今度、おたくが配給面で提携することになった『人間の証明』は『犬神家の一族』で角川が大ヒットさせたもんだから、それでは、ということで横あいから乗りだしたんじゃないですか？」と言われ「いや、それはちょっと違うんですョ。わたしは文庫本のブームを角川がつくったときに、これはいけるって狙いをつけてたんです。もっと砕いて言えば、その張本人である角川春樹っていう若い経営者を買ったといえるかもしれないな。彼はどことなくスターらしい風格が滲みでていますしね」などと話し、自分に似て超ワンマンな角川を買っていた。
また岡田は『映画ジャーナル』1977年8月号の松岡功・角川春樹との対談で、「戦後の邦画界は、それぞれ固定ファン層をベースに、出来る限り系統館を育成培養しながら、大量生産大量販売システムで稼ぎ上げて来た。映画がテレビに押されて稼ぎが悪くなってからも東映だけは最後までブロックブッキングのメリットを維持して稼ぎ上げて来たんですが、映画興行のあり方、映画配給のあり方が変わりつつあるといえる。去年突如、角川春樹さんが登場して、集中宣伝方式で根こそぎ動員をやらかした。こういう宣伝方式は、ブロック配給を建前とするわれわれからすると、経費増を招くばかりでタブー視されて来たんですが、それと長年何となく職人根性みたいなものがあって、いいモノさえ作れば客は来るんだという観念から抜け切れないんですね。そこへ、角川さんが億単位の宣伝費をバカスカぶち込むことを敢えて試みて、結果爆発的に当たりを示した。となるとモノがいいだけじゃ、最早ダメで、集中宣伝して全国制覇の大話題にしないと大きくは稼げん。そういう時代になったと認めざるを得ない。そういう意味で宣伝のあり方を変えんとダメだ、と実感し『人間の証明』をウチで是非扱って、時代の波の変わりざまを如実に体験したいと思ったわけです」などと述べている。
本作のプロデューサーで東映の社員・吉田達は「当時、東映が当たらなくなっていて、『犬神家の一族』を大当たりしたのを見た岡田社長が、角川が兄貴分として立てていた『キネマ旬報』編集長の土橋寿男（黒井和男）と昵懇の間柄で、『金はいくらでも出すからウチに角川を連れて来てくれ』と黒井に頼み、東宝は第二弾と考えていたのに強引に東映にかっぱらって来た」「黒井和男を長男として次男が角川春樹、20世紀FOXの凄腕宣伝マンだった古澤利夫（藤崎貞利）が三男として三兄弟を組んで、映画界をやっつけようと意気込んでいた。映画人がビックリするような要求をしてきて、東映に無理難題を言って来た。僕一人じゃ太刀打ちできない状況だった。東映のヒット映画を捩り、東映の人たちは彼らを"狂犬三兄弟"と煙たがっていました」などと述べている。
角川春樹は「角川は映画だけが独立して歩み出すことはありません。あくまで出版とのジョイントなくして角川映画は存在しません。この認識の上に立って映画を作るということです。第二作に『人間の証明』を選んだのは、横溝正史さんと違って森村誠一さんは都会で売れてる作家で、地方では売れてないからです。それで映画と第一作ではやれなかったテレビ（ドラマ）を今度はかませて森村さんを売りまくろうという体制です。これが『犬神家の一族』と違う点です」などと話した。
角川は当時、自前のスタジオや劇場を持っていなかったため、スタジオはどこかを借りればよいにしても、映画を大ヒットさせるためには、配給に関しては全国に劇場チェーンを持つ邦画三大メジャー東宝、松竹、東映のどこかと組まなくてはならなかった。しかし松竹は角川を「新参者」などと嫌い、角川も松竹が好きでなかったから、実際は東宝か東映と組むしかなかった。角川としても「特定の映画会社の系列に入っていると思われたくない」という考えがあり、第一作で組んだ東宝の誘いを断り、岡田社長を始め、角川に好意的な幹部のいる東映を選び、また敢えて、撮影所に日活撮影所を選んだ。
角川は『映画ジャーナル』1977年8月号の岡田茂・松岡功との対談で、「興行網については、もう映画界は東宝、東映の二強時代に入ったことは間違いなくいえると思う。劇場の数、質の問題という前に、やはり経営者の決断に満ちた行動力豊かな人を得たという会社の強み、その意味で二強時代に入ったといえると思います。岡田社長にしろ松岡社長にしろ、お話ししてすぐ返事が返ってくる方ですから。二人に巡り合えたのは大変幸せで、二人の決断なくして『犬神家の一族』『人間の証明』も有り得なかったと思います」と話した。
角川が映画に参入したとき「素人に何ができる」という声が強くあった。『犬神家の一族』が大ヒットしたことで、この声は消えたが、角川に悔しさは残った。このため「第二作はそれ以上のブームを興せるものでなければ」と、第二作を何にするかは慎重に考慮された。『人間の証明』が第二作になることが正式に発表されたのは1976年11月18日にジャーナリストを招いて行われた『犬神家の一族』の感謝パーティの席上だった。

#### 製作会見
映画の脚本公募は、先に新聞広告等で発表されていたが、1977年1月18日に帝国ホテルで正式な製作発表会見が行われ、角川春樹角川春樹事務所社長、渡辺寛角川春樹事務所常務、岡田茂東映社長、鈴木常承東映取締役営業部長兼洋画部長、登石雋一東映取締役企画部長、佐藤純彌監督の6人が出席。『犬神家の一族』に続く角川春樹事務所製作の第二回作品が、東映とジョイントすることが発表された。
苦しい日本映画界にあって第一作『犬神家の一族』を大当たりさせたことから角川春樹の鼻息も荒く、本一筋だった父親の路線を大幅に踏み外し「書籍、映画、演劇、テレビ、レコードと相乗り商法を行い、脚本は一般から500万円の賞金付きで募集、映画に宣伝費も含め6億円を注ぎ、配収17億円を目指す」などと話した。
「素人は恐ろしい」と日本映画界を震撼させた札束攻勢は空前のエスカレートぶり。また前作で不正伝票問題でプロデューサーと揉めたため、今回は金の管理は一人でやると話し、「第一作が皆様の御支援で大ヒットしたので第二作を何にするか神経を使いました。第一作以上の可能性があるという意味で『人間の証明』を選びました。今回も書店との関連で話題を広げていくつもりです。東映と配給契約ができたことを喜んでいます」「ニューヨーク市警の刑事役に、ロバート・レッドフォード、ダスティン・ホフマン、ジーン・ハックマン、クリント・イーストウッドを起用したい。日本人は端役といえども主演級を起用し、国際マーケットを狙う」などと話したため、並みいる映画記者をポカンとさせた。
提携する岡田東映社長も「我が社が世界に売って見せる」とラッパの競演をし、「メンツもあるので東宝が配給した『犬神家の一族』を凌駕する大成功を収めたい。配給は洋画系を中心に邦画の一流館を含めた最高最大の市場形体に流すが、配収目標は15億円を考えている。若いプロデューサーの出現は喜ばしいことだ。私はアシスタントとして全面協力していく」などと話し、この時点では配給興行は東映一社で行う予定だった。鈴木東映洋画部長は「洋画系のフリー・ブッキングで配給するのが角川さんとの基本的な話なので、洋画系のロードショー劇場での上映を考えています。東映が預かる作品なので、前作の上を行くように全力投球します」と話し、渡辺角川春樹事務所常務から「製作費は直接費だけで4億5,000万円、映画のための宣伝費2億円、書店の関連での宣伝費が4億5,000万円」を基本に全て大掛かりに勝負していく」などの説明や、ジョニー・ヘイワード役の一般募集の発表があった。
1977年3月14日には高田馬場のBIG BOXで、シナリオの当選者発表会見が行われた。
1977年3月16日には東映本社8階会議室で、岡田東映社長、鈴木東映取締役洋画営業部長兼洋画部長、松岡功東宝副社長（1977年5月社長就任）、越塚正太郎東宝興行部長が出席し、全国上映館と興行形態について共同会見があった。配給は東映洋画であるが、興行は東宝がメインというのも日本映画で初めてのケース。全国75都市、90館のうち、東宝系劇場で50館、東映系劇場が24館、その他独立系劇場で16館。都市部が東宝、地方が東映という振り分け。配給が東映で、興行が東宝と紹介されることが多いが、正しくは都市部が東宝、地方は東映の興行である。このような変形システムは日本で初めて。これは『犬神家の一族』の大ヒットで角川映画が一定のブランド力を持ったからこそ可能となった"いいとこ取り"であった。史上最大最強規模と称する配給興行網に乗せ、かつての五社体制は分解して興行網の力が弱まり、映画は今後、企画から上映までフォローする一種のベンチャア・ビジネス化に向かうと評された。
岡田東映社長は「今回東宝と意見が一致したのは『犬神家の一族』の教えがあったからだ。角川の爆発力というか、集中起爆のミサイル宣伝力を高く買ったからだ。それでなきゃこんな大きなチェーンを組んでやるもんか。日本に於ける最強最大のマーケットを形成することが出来たと思う。あとはシャシン次第だが、我々としては最強のマーケット、最強の宣伝力で10月興行のエクランを飾り、日本映画のレコードホルダー『日本沈没』を上廻る配収20億円台突破にチャレンジする。これだけの体制で製作公開するので、配収が20億円行かなかったら作品の出来が悪いということだ」などとブチ上げた。東映としてもより多くの配給手数料を稼ぐためには、東映より強力な劇場チェーンを持つ東宝に興行を委託した方が得策と判断し、あえてライバル会社を指名した。松岡東宝副社長は「興行に関しては東宝が日本一と自負してる。我々の劇場と地方都市では東映のいい劇場をミックスし、角川の宣伝力、東映の配給力、東宝の興行力の三つの力で120%の成果を上げたい」などと話した。
1977年3月26日、ホテルニューオータニで、岡田茂東映社長、角川春樹角川映画社長、森村誠一、佐藤純彌他、主要キャストが全員参加し、関係者多数も含め、大々的にマスコミ発表会見が行われた。ホテルニューオータニは原作者の森村誠一がホテルマンとして勤務していたところ。全国から記者200人が集まった。席上、アメリカ側を含めた全てのキャスティングが発表され、直接製作費6億円余、宣伝費3億5,000万円、その他合計10億円を投入すると発表された。読売新聞夕刊1977年3月1日の記事では、角川が「直接製作費4億5,000万円、宣伝費2億3,000万と秋に行う文庫本の森村誠一フェアに4億5,000万円をかけて大がかりなPR攻勢をかける。第一作『犬神家の一族』がフロックでないことを証明するため、儲けを全部つぎ込み、第一作を上回る実績を上げたい」と話したと書かれている。吉田達プロデューサーは「製作費6億円、あの当時で言えば日本映画界がぶったまげる予算でした。今風に言えば宣伝費を含めて12億円です。これを角川と東映で折半した。僕が岡田社長を説得した」と話している。

#### スタッフ
本作は角川映画製作、東映配給ではあるが、角川はまだ映画製作は二本目でノウハウは充分ではなく、製作面でも東映が大部分協力している。角川春樹以外にプロデューサーとしてクレジットされている二人のうち、吉田達は東映のプロデューサーで岡田茂の懐刀。東映洋画に製作の人間がいなかったため、岡田からプロデューサー主導の映画作りの勉強に、角川春樹番として、外部出向させられた。日本側のキャスティングは吉田達が担当し、決済を角川春樹が担った。佐藤純彌監督の抜擢は大作を得意とするという理由で角川春樹の指名。東映としても6億円を回収しなければならない事情があり、佐藤の起用を認めた。スタッフ編成も佐藤監督と吉田達が行った。佐藤は当時はフリーであったが、東映育ちである。製作担当として名を連ねる武田英治は東映の経理のベテラン社員で、角川が金銭のチェックがうるさいため、東映で一番締り屋の武田が東映から派遣された。結局、吉田、佐藤、鶴田、竹田と美術の中村修一郎(中村州志)の5人の東映一家が角川に殴り込みをかけることになり、鶴田親分から「おいお前ら、しっかりやれや」と任侠映画のような出陣式が行われた。
佐藤と吉田が二人で砂防会館の前にあった角川事務所に出向き、初めて角川春樹と対面した。角川から「短く言いますと黒人の母をたずねて三千里を作って下さい」と言われた。「尊敬する岡田社長に企画を話すときは5分で説明できなくてならない、と普段から言われたことと同じことを30歳そこそこの出版会社社長が言うとは凄い人だ」と感激したが、その後、角川から「言っておきますけど私は現代のレオナルド・ダ・ヴィンチです」という言葉には「自分でそういうことを言う人は大した人間ではないな、やっぱり普通の人か」と感想を持った。当時吉田が作っていた映画はせいぜい2億5,000万円程度。「12億円の映画ってキャスティング費用に2～3億円使ってもいいものだろうかとかさっぱり分からなかった」などと述べている。
もう一人のプロデューサー、サイモン・ツェーも東映のニューヨーク出張所の紹介で、コーディネーターとしてニューヨークロケとアメリカ側のキャスティングを手引きした。アメリカ側のキャスティング、撮影クルーの編成他、全ての費用100万ドルをサイモン・ツェーに預けた。日本映画では初めて外国人スタッフを使って撮影が行われた。吉田達プロデューサーは「サイモン・ツェーは現地じゃなく日本に住んでて、基本的には振付師だった。映画に非常に興味を持っているファッション関係の人で、角川さんは色々な界の人を集めて、旧い映画人をやっつけようとしてたから、ツェーはその中の一人なんです。イギリス国籍のチャイニーズ。映画も大して専門家じゃなかったんですが勉強家で気が付いたらアメリカのユニオンに入っていたんです。ヘッド（プロデューサー）を角川が、アメリカ側はサイモン・ツェーが仕切り、日本側は自分が仕切るという役割り分担になっていた」と話している。
1976年11月に製作が決まり、最初に監督を誰にするかが角川事務所内で議論され、佐藤純彌に11月下旬に打診。佐藤は四日市の公害問題をテーマにした企画を東映に提示していたが一蹴され、東映から干されていた時期。角川春樹にも興味があり、東映と別のところで仕事をしたくて佐藤が原則了解した。佐藤の演出料は当初ギャラ500万円だったが、三船敏郎と鶴田浩二のギャラが3～4日の拘束でそれぞれ1,000万円だったことから、製作にほぼ一年がかりの佐藤が500万円では可哀そうと吉田が角川に何とかなりませんかと頼んだら、角川が三船、鶴田に合わせて佐藤の演出料も1,000万円に変更した。それで佐藤と吉田が二人で、角川に会いに行ったら、「お金は出すけど口は出さないと言いましたけど取り消します。その代わり口を出させてもらいます」と言われた。
スタッフ編成は異例の東映ら日活などの混合スタッフで組まれた。撮影の姫田真佐久は、佐藤が日活のスタッフと一緒に仕事ができると聞き、佐藤が今村昌平作品が好きで、今村作品のカメラを手掛けた姫田に頼んだ。この姫田が後年の著書で「役者に演技指導しない」「本番中によそ見をする」「演出のできない監督」などと佐藤を批判した。姫田と照明の熊谷秀夫、録音の紅谷愃一が日活のスタッフ。紅谷は「誰からの要請かはよく覚えていない。誰かの推薦だったと思う」と話している。
お互いのやり方が根本的に異なるギクシャク感で、ニューヨーク長期ロケや、キャストの麻薬事件もあり、トラブルが続出で“ミスター超大作”佐藤純彌でなければ空中分解してもおかしくない、完成できたのは奇跡的なくらい難産だったといわれる。吉田プロデューサーは「ジョージ・ケネディも俳優をほとんど演出せずにウロウロしている佐藤に対して『あれで監督か?』とバカにしていたが、あれだけのものをまとめられる力を持っている人はそういない」と評価してる。
角川春樹は日本映画のスタッフの賃金が安いことに疑問を持ち、本作では全スタッフに、当時の相場の2倍の金額を支払っている。また、口約束が通例だった脚本家のギャラについても、キャンセル時の補償を含めて事前に決めるなど、意識改革を行った。さらに、1本の映画が監督だけで論じられる傾向に反発を感じ、映画のクレジットに宣伝スタッフを表記させたり、映画ポスターのスタッフ名を大きくしたり、或いは自社の雑誌でスタッフ同士の対談を組むなど、映画が『全スタッフの才能が結集されたもの』であることを強調する広報を行うようになっていく。

#### キャスティング
原作では女流評論家だった八杉恭子をファッションデザイナーに変更し、岡田茉莉子が演じることが最初に決まり、角川が「映画を成功させるため、どんな端役でも主演級を使いたい」と大物をリストアップ。日本側のキャスティング交渉は角川は一切やらず、全て東映の吉田達が担当し、決済を角川春樹が担った。角川が吉田に「三船敏郎と鶴田浩二を二本柱で使いたい」と要望し、吉田が二人の出演を口説いた。二人のギャラが3～4日の拘束でそれぞれ1,000万円。銀座三笠会館で吉田が角川に鶴田を紹介したら、映画界の序列をよく知らない角川が「丹波哲郎さんかあなたなんですよ」と言ってしまい、鶴田が「ああそうですか。じゃあ丹波にやらせたらどうですか」と臍を曲げ、吉田が鶴田の機嫌を直すため飲みに連れて行き、1本3万円のワインを何本も飲み、東映持ちで飲み代30万円が余分にかかった。
ニューヨーク市警の刑事役には『ジョーズ』で警察署長を演じたロイ・シャイダーを第一候補に挙げたが、『ジョーズ2』撮影のため断られ、ジーン・ハックマンは内容を聞く前に妻との離婚費用に100万ドルの前金を要求したため、条件面で折り合わず。ジョージ・ペパードとジョージ・ケネディが最終的に残り、交渉に入ったところでケネディが「金のことより、日本映画で初めてアメリカに乗り込んで来る作品は俺にやらせろ」と名乗りを上げたため、ジョージ・ケネディに決まった。ケネディは「日本へは1952年に兵隊で一年間滞在したが、その後の発展に驚いている。アメリカと組んで映画を作ることは、今やヨーロッパ諸国では常識。日本映画がもうアメリカと手を結ぶのは当たり前でなくてはならない時代だ。その第一作を貴殿が考えていることに敬意を払うと同時に私は必ず貴殿の意に沿うようよう全力を尽くすことを約束する」と角川春樹にテレックスでメッセージを寄せた。ケネディのギャラは、三船や鶴田とは比べ物にならない8,000万円。他にニューヨーク市警察署長に『オール・ザ・キングスメン』でアカデミー主演男優賞を受賞したブロデリック・クロフォードが、億万長者役に日本びいきのリック・ジェイソンがキャスティングされた。ジョージ・ケネディとブロデリック・クロフォードの芝居は、角川もさすがに巧いなぁと感心したという。
日本側の棟居刑事役は、渡哲也が年齢的にも適役と関係者も衆目一致で、渡一本に絞って交渉したが、渡は自分を犠牲にしてでも他人に尽くす人間性から、かつて東映作品出演でオーバーワークにより病に倒れた悪しき前例があった。さらに渡主演による『大都会 PARTII』が1977年4月から計26本の契約で石原プロは日本テレビから全面製作の契約を交わしており、渡は石原プロの副社長という立場で社員に対する責任も大きく、一ヵ月に及ぶニューヨークロケは大きなネックで、スケジュールの調整が付かず断念した。
代役候補は、原田芳雄、松田優作、高倉健、中村敦夫の四人だったが、原田は生来の飛行機嫌いでダメで、高倉健と中村敦夫はスケジュールの調整が可能な状況。通常は第一候補、第二候補の順番に出演交渉を行うが、時間がないため、高倉健と中村敦夫、松田優作にシナリオを渡して読んでもらった。松田はまだ海のものとも山のものともつかぬ位置付けだったから、ネームバリューのある高倉健をスタッフは推した。
しかし配給・興行サイドは、角川映画の新しいチャレンジとして、松田をスターダムにのし上げることに賭ける方が可能性は大きく、既成のイメージのあるスターを避けた方がいいと対立した。中川右介著『角川映画 1976‐1986』には「松田優作は『オイディプスの刃』の出演者予定だった一人で、角川が以前から目を付けていた」 『昭和40年男』2016年4月号には、棟居刑事役は「佐藤監督が『新幹線大爆破』や『君よ憤怒の河を渉れ』で組んだ高倉健を推したが、岡田茉莉子は棟居より年上という原作設定のため、岡田より年上の高倉では合わないとなり、角川が当時27歳の松田優作を抜擢した」と書かれているが、当時の文献には「角川が、岡田茉莉子、ジョージ・ケネディ、高倉健ではどうしても古臭いイメージが出ると懸念し、最終的に松田優作の抜擢を決めた」と書かれている。
吉田プロデューサーは「角川から高倉健でと頼まれたため、高倉に出演交渉した。当時の高倉は各社高倉詣でが行われる程のトップスター。内容も聞かず台本に書かれた監督名で出演を決めていた。深作欣二からは『あんなヘタクソな役者はいらねえ』と言われたこともあるため、絶対に出ないが佐藤純彌と書かれていたため『純彌さんとあんた（吉田）がやってるんだからOKですよ』と出演を快諾した。すぐに角川に報告し、角川からお礼を言われ労いの言葉もかけてもらっていた。ところが翌朝8時に角川から吉田に電話が掛かってきて、角川の愛人から『ウチの人が高倉さんはNGだと言っている。写真で見たら手がジジイだ。顔はいいけど映画の設定だと皮膚がジジイだから手を映さずに映画なんて出来ないから行って断ってきてくれ』と言われた。吉田は死ぬ思いで高倉に会い、『すいません』と平謝りした。高倉は笑って『久しぶりだね。俺がやるって言っているのに向うがいらないって言うのは』と全く怒らず許してくれた」と話している。高倉から松田に変更になった経緯については吉田は「あまり記憶にないが、おそらく松田は当時、岸田森の所属する六月劇場に一人だけ所属していて、松田のマネージャーだった佐藤君が角川に『松田を使ってくれ』と頼んだんだと思う。それで角川が松田に会ったら、若々しくて迫力があり、高倉から松田に乗り換えた。本当に酷い話だ」などと話している。
佐藤監督は「それまで松田優作はB級だったけど、この映画で彼をA級スターにしたいと角川さんの強い意志で抜擢が決まった。薬師丸ひろ子もそうですが、角川さんには人を見抜く目があった」と述べている。松田も『大都会 PARTII』にレギュラー出演しており、スケジュール調整に難航したが何とか調整をつけた。鶴田浩二の脇役での映画出演はほぼ二十年ぶりで、何度も東映で仕事をした旧知の吉田達の依頼に応えたもの。
ジョー山中は吉田も知らず、角川がなぜかジョーを知っていてキャスティングしたという。かなり早い段階でピアノで音入れした有名な主題歌が出来上がり、吉田も佐藤監督も曲の素晴らしさとジョーの歌声に感激したという。このような早い段階で曲を作るのは当時の映画界では有り得ず、角川は映画の封切前に曲をヒットさせて、その曲のファンも映画館に動員しようとする魂胆だったのだろうと吉田は話している。ヒットするしないを別にすれば、大林宣彦監督の商業映画デビュー作である『HOUSE』で、ゴダイゴが手がけたサントラ（ハウス (映画)#音楽）が本作公開の3ヶ月前にリリースされており、本作より少し早い。
范文雀が演じる、なおみが働くクラブのママを演じた田村順子は、実際の銀座のクラブ『順子』のママであったが、これは当時、製作者の角川春樹の愛人が『順子』のホステスで、田村が角川に「私も映画に出たい。亭主も出してよ」と、自分と夫だった俳優の和田浩二（本作で警視庁捜査第一課の刑事役で出演）の出演を要求して、実現させたものである。「和田の出演は何の意味もない」と角川は話してる。この和田と峰岸徹、地井武男は、鶴田と警視庁捜査第一課の同僚刑事という役だが、角川が鶴田の周りには主演級俳優をと吉田に要望を出し、セリフがないため（地井と峰岸は少しだけセリフはある）「バカにするな」と怒られたが、吉田が「出版社の社長が無茶苦茶言ってる。ギャラは100万円でどうか助けて下さい」などと拝み倒して出演してもらった。
出演はならなかったが那須警部役は、渥美清も出演交渉を行ったとする文献や、山口百恵にも出演交渉したと書かれた文献もある。その他、三島雪子役に笠井紀美子、朝枝路子役に秋吉久美子、郡恭平役に草刈正雄と交渉したが条件等が合わず出演はならなかった。梶芽衣子も候補に上がったが、たった一日の撮影にギャラ300万円を要求したため断ったと吉田達が証言している。吉田によればホリプロなど、大手プロダクションに所属する格の高いタレントとは「佐藤監督に会ってくれないかと頼んだら、冗談じゃない」と断られたという。角川は竹下景子と西川峰子が演じた役をそれぞれ山口百恵と桜田淳子にしてくれと吉田に無理難題を要請し、吉田はあんなチョイ役に二人が出る訳ないだろと交渉もしなかった。竹下と西川になって佐藤は了承してくれたが、角川はとても不機嫌だったという。
全体的なキャスティングについて『キネマ旬報』1977年5月下旬号には「このキャストでは大作のイメージがない」と書かれている。
オープニングクレジットで名前が表示されるのは、岡田茉莉子→松田優作→ジョージ・ケネディ→特別出演三船敏郎→鶴田浩二の5人。

#### 脚本
脚本は最初、長谷川和彦に依頼し、角川春樹が直接長谷川に交渉したが、長谷川が角川に対して無礼な物言いがあって流れたといわれる。長谷川は1977年秋の映画誌のインタビューで「角川と一緒に飲んだ時、『お前金持ってんだから、小屋(映画館)作れ、映画やるんだったらその方が絶対儲かる』と俺が言ったら、奴は『そんなヤバイ事はしない』と言ったな。『ヤバイ事は』と。小屋持つと撤回しづらいからな。映画からいつでも撤退する気でいるのは小屋を持とうとしないので判るよ。奴は商売としての映画が好きなんで、映画自体が好きなんではないんだよ。作家の選び方でもそれが判るし、イエスマンとは言わないまでも、奴はプロになりきっている人間としか組まないだろう。ああいう映画作るしかないんだとなったら、金の無い奴は本当に困るし、あれがのさばり過ぎても困るよ」などと話した。
1976年12月初旬、高額の賞金500万円を掲げて、新聞広告等で大々的に脚本を公募した。当時の脚本料の相場は一般映画で100万～120万円、日活ロマンポルノが30万円、邦画の最高額が300万円の時代。大作映画でシナリオ公募は前代未聞。1977年2月15日締切まで集まった応募総数669篇。200本も集めれば上出来と予想していたがこれを大きく上回った。映画脚本の募集としては空前の数。脚本家・監督の松山善三は「プロに対する挑戦だ」と、多くのプロのライターが変名で応募する中、堂々、本名で公募に参加。プロの応募は総数の約一割。プロアマ問わずとの条件で最終選考に残ったのは、松山善三、脚本家の松田寛夫、山浦弘靖、林企太子、俳優・プロデューサーの岡田裕介（現東映社長）、推理作家の小林久三のプロ6人とアマ4人の10人。選考委員は、角川春樹、佐藤純彌、黒井和男、白井佳夫、渡辺寛角川春樹事務所常務の5人。一般公募とされるが、本数が足りなかったり、良いものがないときのために角川が松田寛夫と神波史男をこっそり参加させていた。
1977年3月12日、東京四谷の料亭福田屋で、応募者の名を伏せて上記5人による選考会の模様は『キネマ旬報』707号(1977年5月1日刊行)誌上に公開された。最終的に3本に絞られた中で討議されたが、「（公募に頼った）考えが甘かった」等、ボロクソに貶す意見が相次ぎ、黒井「監督の意見が入りやすい」角川「切りやすい」白井「たたき台にしていく方がいい」佐藤「松山さんの脚本だけ原作にない棟居がアメリカに飛ぶ設定」などの理由で入選作を決定した。最優秀として松山善三に賞金500万円、入選作として小林久三と松田寛夫に各250万円が贈られた。この松山脚本を角川と佐藤と松山の三人で手直しし、基本的な脚本を完成させた。佐藤が推していたのは松田脚本だった他、作品内容が相容れない要素が多く、2018年のインタビューで「当時は毀誉褒貶が激しかったですね。最も苦労した作品、その分、思い入れも深い」などと話した。
製作者の角川春樹は、本作から映画の公開と同時に、自身が社長を務める角川書店の角川文庫から、脚本家に印税を提供する目的で、映画の脚本をシナリオ文庫として書籍販売するようになる。本作のシナリオ文庫は5万部以上の売れ行きを出し、10％の印税のうち、脚本を書いた松山善三と原作者の森村誠一で、半々ずつ分ける形になった。

#### 撮影
撮影期間はアメリカロケ1ヵ月を含む約5ヵ月。1977年4月6日、ニューヨークロケからクランクイン。日本映画では初めての本格的なニューヨークロケで、日本映画で初めてアメリカのユニオンと契約を交わし、現地スタッフを雇用した。ニューヨークロケは準備を合わせて約40日間で、実働17日間。製作費の半分がこのロケに投じられた。放蕩息子を演じた岩城滉一は「ニューヨークロケは飛行機での移動含めて、自身の滞在は10日間ぐらいだった。とにかく、お金をかけてました。宣伝費は億単位、ロケでの食事もそうだし、宿泊先はウォルドルフ＝アストリアだった」、父親役の三船敏郎との共演に関しては、「重厚感というか、やっぱり存在感はありました」と述べているが、もともと芸能志望ではなく、役者は誰が誰だか全然わからず、三船敏郎も最初は知らなかったと言う。ニューヨークロケは当時のニューヨーク市長まで現場に現れ、街全体がオープンセットのように何でも撮れて協力的だった。ただイーストハーレムでのロケは、現地を仕切る人物に金を渡して話をつけたにも拘らず、撮影中に水や氷が投げつけられることがあり、ケネディ空港からの役者の送迎も、タクシーに軒並み断わられたので、ハーレムを仕切るボスの部下が車に乗って空港まで送迎を行った。ニューヨークロケ中、女優のスケジュールの都合で、松田とサイモン・ツェーが揉めて、松田がサイモン・ツェーを殴った。松田は執行猶予中で、角川春樹は周囲に示しをつけるためにホテルへ呼び出した。松田は極真空手の黒帯だが、角川もパレスチナで兵士相手に素手で殴り合って打ち勝ったことがあり、激しい殴り合いを覚悟していたが、松田は角川の部屋に入って来るなり、パッと絨毯の上に土下座して「何をされても結構です」と言ったので、この暴力沙汰は隠された。また撮影中、岩城滉一が覚醒剤取締法で逮捕されたため、岩城の声は吹替になり、シナリオの修正も行われた。岩城の出演シーンは多く、岩城の恋人役の高沢順子との絡みが勿論、両親役の三船敏郎と岡田茉莉子との絡みのシーンも全て録音の撮り直しが行われた。さらに主題歌を歌うジョー山中もシングル発売予定だった1977年8月10日に大麻取締法違反容疑で逮捕されたため、テレビで歌うことはなかったが、当時はレコード自体は発売が続き、テレビCMでも曲が流され続け大ヒットした（最高位2位、51万枚）。角川は「今ならレコードはおろか、岩城のシーンもカットしろと言われたでしょうけど、当時は『自粛しろ』という圧力もありませんでした。仮にあっても構わずやったでしょう（笑）」と述べている。
当時のハリウッド映画は現場で同録を行うが、後からセリフは個々の俳優が現場の音を聞きながらアフレコするADR(Automated Dialogue Replacement）方式が一般的で、現場では完璧な状態で録音しなくてもよかったが、本作のニューヨークロケは、ADRをやっておらず、録音の紅谷愃一は「現場で撮りっぱなしの音が来たので整理・整頓が大変だった」と述べている。
アメリカのユニオンの関係からニューヨークロケに参加できたスタッフは限られ、日本に残ったスタッフは何の準備も出来ない状態。佐藤監督と撮影の姫田が日本に戻ってきてから日本国内のロケハン。スタジオ撮影は1977年5月24日から日活撮影所で二ヵ月半。撮影が日活だったことが従来のパターンを壊したとことさら強調されるが、日活撮影所はレンタル料が安いため、他社もよく使用していた。撮影、美術、照明の3人が日活勢であることも、東宝配給のホリプロ映画と同様で（こちらは監督も多くは日活出身者である）、日活が受託制作のような形でコミットしたと見るのは正確ではない。
鶴田浩二は東映での撮影では1カット終了するごとにスタジオの外へ出て一服したり、女優をからかったりするリラックスしての撮影だったが、今回はにっかつ撮影所に乗り込んでという魂胆もあり、ライティングの声がかかっても出て行かず。撮影所で椅子に座っていた鶴田に、吉田プロデューサーが松田を紹介し、松田が「松田優作です。よろしくお願いします」と挨拶したら、鶴田は新聞からチラッと顔を上げただけ。その後も鶴田の迫力に押され、あの暴れん坊の松田優作が直立不動で鶴田の傍に立っていたという。
日活から参加した録音スタッフ・紅谷愃一は「当時の日活はロマンポルノがオールアフレコだったので、音を気にしないセットを建てていたんです。ほかの撮影所では同録が普通でしたから、日活では撮影は裏目に出ました。例えばジョー山中演じるジョニーが刺殺されるホテルニューオータニのエレベーターのセットですが、あまりにも安普請で酷い音がするので、大道具担当の親玉と喧嘩しました。調べてみると角川映画からちゃんと美術費としてお金が出ているんです。日活が美術費を安く上げさせているとしか思えないです。他のスタッフから僕たち日活の人間は白い目で見られるわけです。あれは辛かったです。せっかく姫田さんがキャメラサイズを気にしなくていいパナフレックスをアメリカから借りて、ドリーを使って撮ろうとしているのに、動くと床に貼ったセットのベニヤ板がメキメキと音を立てるので、レールを敷いて移動車で撮りました。それで『僕がここは雑音が多いのでアフレコにします』と佐藤監督に進言して、佐藤監督はその辺をそれほどこだわらない人で『結構です』と言われました。しかし撮影所で同録が出来ないなんて恥ずかしかったです」などと述べている。
オープニングクレジット後と、『小川宏ショー』内で少しともう一回の合わせて7～8分、ファッションショーのシーンがある。このファッションショーシーンの撮影は、1977年6月29日、ホテルニューオータニで撮影されたと書かれている記事があるが、実際は暇がなくニューオータニでの撮影の他、ほとんどがオープニングクレジットで協力としてクレジットされる横浜駅東口のスカイビル時代の横浜放送映画専門学院（現・日本映画大学）で撮影したと吉田は話している。このシーンを演じる黒人ファッションモデルは角川の当初の発注は6人だった。映画のパンフレットには「ニューヨークの一流ファッションモデル」と書かれているが、実際はサイモン・ツェーがジャマイカから連れて来た人たちで、それでも予想外に高額のギャラを払わなくてはならず、予算の都合で5人になった。サイモン・ツェーが吉田に何とか誤魔化せないかと頼み、仕方なく吉田が赤坂のニューラテンクォーターに出演していたダンサーを連れて来て6人で撮影した。このため他の5人のファッションモデルより背が低く、この件は角川はバレなかったという。このファッションショーのシーンは後で編集すればいいだろうと全部撮っていた。ファッションショーのシーンはさほど長いわけではないが、後で映画評論家から長いと批判の対象になった。佐藤としたら、もう少し短くするつもりだったのだが、前述のように佐藤監督のギャラを1,000万円にした際に角川から口を出すと言われたことから、角川に「絢爛豪華なシーンだから幾ら長くたって平気です。切らずに全部映して下さい」と言われ、不本意ながらそこそこ長いシーンになったという。この交渉のとき、角川にそう言われようと「お言葉を返すようですが、編集しない映画はありません。お断りします」と言い返すのかと思いきや「分かりました」と言った佐藤に隣にいた吉田は、普段は上から目線の偉ぶる佐藤に心底ガッカリしたと話している。
山本寛斎が協力したこのシーンだけで2,500万円を投入。三船敏郎・岡田茉莉子一家が住む豪邸のセットは、内装からインテリア類まですべて本物を使用し製作費3,000万円。岡田の着た衣装は撮影後、オークションにかけられた。
范文雀が電話ボックスから出た瞬間に岩城滉一が運転するムスタングに猛スピードに轢かれるが、スタントマンが演じているが実際に轢かれたものと見られる。
国内ロケ地は1977年7月新潟県小谷村。
1977年8月6日クランクアップ。
ラストシーンでは本来無言であったはずの松田が独自に台詞を付けたいとの要望を出し、佐藤監督も台詞つきのシーンを撮ったが、佐藤の判断で台詞はカットしつつも台詞を言った後の表情がとても良かったため、そちらを採用した。

#### 編集
録音の紅谷愃一は「元々、松山善三さんが書いた脚本には問題があったのですが、この脚本に監督が手直ししてクランクインするはずだった。その手直しが遅れに遅れて、結局見切り発車のまま撮影していったので、編集にシワ寄せがきて時間がかかりました。このシーンを切ってあそこを繋いで、シーンを入れ換えてという作業を連日徹夜でやっていました。どんどん時間もなくなってきて、音に関しては、ここは絶対に切れないはずだというシーンと、ここはなくなるだろうというシーンを予測しながら準備していました。それでも最後はダビングの時間は諦めざるを得なかったです」などと述べている。

### 宣伝
宣伝は角川と東映洋画で担当。本作は角川映画とされるが『魔界転生』『悪魔が来りて笛を吹く』『白昼の死角』などは、東映が全額製作費を出資した東映映画になる。角川春樹は『映画ジャーナル』1977年8月号の岡田茂・松岡功との対談で、「宣伝費は東映サンに3億5,000万～4億円をお任せします。レコードを出すワーナー・パイオニアに2000万円、これはラジオスポットに全部投入します。他にジョー山中のリサイタル費用や全国キャンペーン、それに角川書店側として"森村フェア"のキャンペーンに5億円使いますので、計9億円の宣伝費になります。本は1,000万部突破しても採算が合わんのですよ。今後10年間は森村さんの本が売れ続けるだろうという採算点がひとつ。森村誠一さんと言えば角川だとイメージ付けするのが目的です。宣伝費は経費で落ちますし、今年は10億円余の税金を納めましたし、今は余裕があるので使っちゃおうということです」などと話している。角川春樹事務所の発表によると宣伝費は11億5000万円。角川春樹は『昭和40年男』のインタビューで「『人間の証明』の宣伝費は4億円」と述べている。映画公開時、公開直後の文献には『人間の証明』の製作費は6億7000万円、宣伝費が映画5億4000万円、映画4億円、書籍7億円、書籍5億円、ラジオ2000万円、チラシなどを含めると10億円を越えるなどの記述がある。同時期公開の東映本番線（邦画系）は『ボクサー』だったが、『人間の証明』のテレビスポットCMは4,000回、ラジオスポットCMは1,000回と『ボクサー』の15倍。この他、タクシーに『安全の証明』ステッカーを貼ってもらい、ぺんてるに『品質の証明』、白元に『パラゾールの証明』という宣伝文句を持ち込み、霊友会の家族の日に「感謝してますか生命の証明」という標語を使ってもらうなどユニークなプロモーションもあった。
マンハッタンを背景に顔を黒塗りにした子どもの顔が浮かび上がるポスターデザインは、エースの高木巌ディレクターがジョー山中の息子の顔（幼少のジョニー・ヘイワードとして出演する山中ひかり）を見て思いついたもの。洋画興行界には、黒人映画は当たらないというジンクスが当時あり、リスキーなポスターであった。原作小説を読んでから映画を観るか、あるいはその逆かといった意味の「読んでから見るか、見てから読むか」や「母さん、僕のあの帽子、どうしたでしょうね？」「ママー、ドゥ・ユー・リメンバー」といった大量の予告CMがお茶の間に流れ、これらのフレーズが頭にこびりつくほどで、ドリフターズの番組などで「〇〇さん、僕の××、どうしたでしょうね？」というパロディが演じられるほど話題を呼び、かつては映画の競合媒体とみなされたテレビの力によって社会現象にまで高められた。巨額な宣伝費でテレビをフル活用してキャッチコピーを流行らせる手法は本作から始まった。
岡田東映社長は、角川春樹・斎藤守慶との経済誌での対談で、「ウチも含めて各映画会社とも宣伝部がマンネリになっていたと思う。宣伝費は新聞へいくら、ポスターにいくらと決まっていた。『もっと宣伝しなくちゃダメだ』と言いながら、『いやそんなことより重要なのは映画そのものだ。いいものさえ作っておればお客は来るんだ』という職人的観念の流れがずっと続いていた。家電でも自動車で食料品・ウィスキーとか他の業界では、宣伝マンに非常に有能な人を登用する。それが映画会社にはなかった。そこへ、角川社長なる者が現れて大宣伝戦を始めて、方法もテレビ中心で、一大センセーショナルを起こした。『読んでから見るか、見てから読むか』とか、何でもないようだけど、従来の映画人には、この発想ができないんだね。『製作費3,000万円、宣伝費6,000万でいこう』などと言おうものなら『そんな金があるなら製作費に回せ、宣伝費は2,000～3,000万円でいい』というのが今までの流れで、だいいち『宣伝費に2億円使っていいぞ』と言われても、使う方法が分からないわね」などと、岡田に出向させられた吉田プロデューサーは「われわれ現場で育ったものから見ると、あくまで撮影が主であるという考えがありますが、宣伝が一番大事だという考えは、東映を含めて大手映画会社にないもので驚きました」などと話した。またそれまで監督や出演俳優による舞台挨拶や、地方テレビ局回りなどの全国宣伝キャンペーンは、比較的ゆるやかなスケジュールが組まれていたが、角川がタイトなスケジュールにするよう指示し、以降それが定番化したとされる。

### 配給と興行
超大作で長期宣伝の構えであっても、当時劇場や書店等で配布される映画チラシに館名を入れていたため、1977年秋の公開なら1977年2月末には劇場チェーンの目途を付けたいところであった。日本の二大洋画興行網は東宝のTYチェーンと、松竹、東急レクリエーション、東映洋画で組むSTチェーンであったが、配収目標を20億円に置く角川の意向に応えるため、東映洋画は当初、STチェーンでの拡大公開を目指していたが、STチェーンには同じ秋に松竹製作・配給の『八つ墓村』があり、STチェーンの劇場をフル活用できない状況にあった。角川の興行アドバイザー・黒井和男は配給などの相談で東映に日参していたという。角川から「都市部は劇場網が充実している東宝で興行をやってもらえないか」と岡田東映社長に申し入れがあり、岡田はそれを面白がって了承。1977年1月5日に角川春樹と松岡功東宝副社長との話し合いが持たれ、興行のアプローチが松岡から角川にあり、これを受け、1977年2月23日、岡田東映社長が松岡東宝副社長を銀座東急ホテルに招き「『人間の証明』を東宝のロードショー劇場で上映して欲しい」と申し入れ、松岡が原則了承し東映配給の『人間の証明』は東宝の洋画館でのメインでの公開が決まった。東宝の興行収入は40%から60%といわれ、儲けの約半分を独占する形となった。この間、東宝は自社で大作を製作せず、邦画本番線は『天国と地獄』のリバイバル公開で対応した。付帯収入が大きいとはいえ、東映の配給手数料は僅か。岡田東映社長がこれを認めたのは、東映も将来的には東宝のように配給中心になることを予想し、内部的にも整理していこうという考えがあったからである。岡田と松岡は親交があり、「他の会社なら決りやしないよ。コヤに話を持ってたって拒否されるに決まってるよ。直営館持ってなかったら決りゃしないね。私と松岡さんが会えば即決だよ。東映と東宝の提携だと思ってくれたらいい。まあこれだけの直営、パッと揃えられる東宝サンに舌を巻きましたよ」などと述べ、岡田は「オレと松岡社長が組んだら日本の映画界はほとんどわがものになる」と公言していたため、"映画界のドン"といわれた城戸四郎松竹、及び映連会長が1977年4月18日に急逝し、松岡功が1977年5月、東宝社長に就任。この提携劇は、かねてから業界で囁かれていた岡田=松岡時代の本格到来の始まりでもあった。
角川は「東映の全国配給が決まったあと、東宝の方でもやってほしいと言ってきたんです。それで東映の岡田さんと東宝の松岡さんが話し合って、封切りは東宝の日比谷劇場で五週間、四週目から東映の洋画系ロードショー館で上映することが決まりました。正直なところ、東映の通常番組が上映される邦画系の劇場より、東映が輸入した洋画が公開される洋画ロードショー館の方がきれいで、指定席もあるので、この作品にはふさわしいと思いました」と話している。『八つ墓村』は、松竹の製作・配給ながら、劇場は先に説明した東映洋画を含むSTチェーンで公開されるため、結果、東宝の劇場に出る映画を東映が宣伝し、東映の劇場に出る映画を松竹が宣伝するという、日本映画史上空前絶後の奇妙な映画興行が行われた。これらは当時どん底まで落ちた日本映画が、徹底した合理化で立ち直ったハリウッドを見習いようやく動き出したなどと評された。

### 作品の評価
興行成績
角川春樹は配収17億円、岡田東映社長は15億円と配収の賭けをしていたが、二人の予想を上回る配収22.5億円を記録、この年の興行ベストテン第2位を記録した。前年秋の角川映画第一弾『犬神家の一族』を上回った。吉田達プロデューサーは「配収24億円挙がったんで、角川と東映とで儲けを6億円ずつ分けた」と話している。角川は「東映さんと東宝さんに日本一の興行チェーンを提供して頂くことが出来たんで、配収20億行かなかったら、ボクは映画界から足を洗って、自分の才能に見切りをつけて、出版の方に戻る決意をしています」と公言していたが、映画を引退しないで済んだ。
テレビ放送
1978年10月6日にフジテレビ系列でテレビ放送された際には視聴率35.7%(関東地区、ビデオリサーチ)を記録、映画放送としては歴代7位、日本映画としては歴代5位である。角川が製作した映画『犬神家の一族』がTBSで40.2%という視聴率を叩き出した実績から、劇場公開前にフジテレビが放映権を4億円で購入したが、当時、日本映画は劇場公開から3年後にテレビ放送が可能という日本映画製作者連盟（映連）が定めた独自ルールがあった。しかし、角川春樹事務所は映連に未加入だったため、公開から約1年後に本作はテレビ放送された。以後、次作の角川映画の公開日に前作のテレビ放映日を重ねて、集客の相乗効果を狙う仕掛けが行われ、角川は他の映画会社から「封切り前に1年後のテレビ放映を決めるとは何事か」と非難を浴びることになる。
作品評
- 第51回キネマ旬報ベスト・テン第50位、読者選出第8位となった[7][8][81]。
- 朝日新聞が1977年10月12日の夕刊で「巨額の製作費も派手な宣伝もいささかむなしい感じ。松田優作の演技はこっけい。ストーリーは出来過ぎ。見てから読む気になるかどうか。結局は読み捨て文庫の域を越えていない」などと『犬神家の一族』に続いて酷評し[64]『週刊文春』は「日航のツルのマークのアップ、山本寛斎のファッションショーが延々と続くなど、タイアップのために不必要に長い場面が多い。主演の松田優作は、終始不機嫌な表情で場違いなほど横柄な態度で、いんぎんな刑事たちの中で一人浮き上がり、テレビドラマのジーパン刑事そのままで何とも異様。原作者の森村誠一から深作欣二、今野雄二、小川宏、露木茂に田村順子が本職「クラブ順子」ママとして登場と、ゲスト出演と称するシロウトさんたちの登場には客席から失笑が起きた。主演の岡田茉莉子は角川春樹氏が常々『ボクのオナペットだった人』と言い、ごひいきばかり集めたこの映画そのものが角川氏の"旦那芸"であることを証明した。それにしても気になったのは、ジョー山中扮する黒人混血児がなぜ麦わら帽子と西條八十詩集に執着するのか、映画ではよく分からない。やはり原作を『読んでから見ろ』というワケか」などと叩き[82]、小森和子は雑誌の映画評で「日米合作としては違和感のない出来上がり。ただすべてが唐突な筋立て」[64]、脚本家の石堂淑郎は新聞批評で「脚本を重視し、それがすばらしければ映画も良いものになるはずと誤認したのが失敗の原因」などと酷評した他、「冒頭のファッションショーが長過ぎ」[14]、中身がない等[72]、滅多に悪く批判しない映画評論家まで、映画作品としての密度の希薄さを指摘し、大半の映画評論家が酷評した[20][72][83]。特に大黒東洋士と白井佳夫の批判がキツ過ぎ、この二人は角川関連の試写会をボイコットされた[84]。本作に出演する鶴田浩二は映画誌で「製作に12億かけて宣伝に14億かけるなんて武士の商法じゃない。本来、宣伝費は製作費の1割5分か2割でしょう。これは外道の商法です。日本の映画の歴史はその範囲の中で、貧しい中で一生懸命やって来た。映画会社は大企業じゃない。思い上がっちゃいけない」などと角川商法を痛烈に批判した[85]。当時は25歳でフリーのプロデューサーだった岡田裕介は、「角川春樹さんは今の映画界でお金を集められるということは大変なプロデューサーだと思います。宣伝のテクニックも優れています」などと持ち上げたが[86]、自身の脚本が採用されなかったことが不満タラタラで、「映画はちょっと…というところはある。アメリカの映画は宣伝したやつは例外なしに面白いけど、日本では宣伝した作品に限って面白くないのね(笑)。これが奇妙な差なんだよね。ぼくがテレビ版のプロデューサーを絶対引き受けたかったのは、ぼくの脚本がダメで、なぜ、松山善三さんのが採用されたのか不満があるからです」などと話した[86]。
- 批判の多さに原作者の森村誠一が激怒し、『森村誠一長編推理選集』第二巻の月報で映画評論家を猛烈に批判した[83]。森村の反論は「作品中のリアリティーと現実を混同したり、輪舞形式をとった設定をご都合主義と評したりするのは筋違いの批評...映画評論家は悪口書いて、金をもらっている気楽な稼業。マスコミ寄生人間の失業対策事業で、マスコミのダニ」など痛烈なものだった[83]。また配給を担当した岡田茂東映社長が、本作が当時の主たる映画賞で無視されたことに腹を立て[87]、1978年2月8日に帝国ホテルであった『日本アカデミー賞』の設立発表会見で、それまで映画評論家や新聞・雑誌記者などジャーナリストが選んでいた既存の映画賞をコケにする発言を行い[87]、「『日本アカデミー賞』は、実際に日本の映画製作に従事する映画人が選ぶ『映画人による映画人のための賞』で、映画人が主催者である」と力説した[87][88]。
- 偶然に次ぐ偶然によってクライマックスのお涙頂戴になだれこむ展開は、大映が戦後直後に「三倍泣けます」「ハンカチをご用意ください」のキャッチフレーズでヒットさせた三益愛子の「母物」の再来だと批判されたが、角川春樹は石上三登志との対談で、「まさにそれをこそ狙った」[89]「国際スケールの母もの映画を作った」などと話している[14]。

### 影響
本作『人間の証明』で良くも悪くも角川映画の評価は定まってしまい、1990年代に於いても固定観念を拭い去ることは出来なかった。前作『犬神家の一族』ではキネマ旬報ベストテン5位など、一定の獲得ができた映画賞からも本作以降は長く遠ざかり、映画ジャーナリズムとの関係も険悪化する。
東映洋画は同じ年の8月『宇宙戦艦ヤマト』に続く邦画配給の成功で、洋画邦画問わず、東映本体以外の作品を配給する傾向を強めていった。また本作を切っ掛けに角川春樹事務所との提携が深まっていった。
松田優作は本作のニューヨークロケ中、『大都会 PARTII』にレギュラー出演中で、日本と米国を一週間ごとに往復する必要に迫られた。「彼は主役なのに何をやっているんだ」と、現地の米国スタッフからの反応も併せ、スケジュール管理の重要性を痛感した製作者の角川は、専属俳優の必要性を感じて、事務所に俳優のマネージメント部門を設立することになる。
本作のチーフ助監督・葛井克亮は、本作のニューヨークロケの後、そのままNYに移住。当地で知り合ったフラン・ルーベル・クズイと結婚し、スーザン・シーデルマンやジム・ジャームッシュら、NYのインディペンデント系の作家と知り合い、頼まれて1983年の『ワイルド・スタイル』を大映と日本で共同配給し、映画に出演したロック・ステディー・クルーを来日させ、日本にブレイクダンス（ブレイキン）を紹介した。当時アメリカでは音楽映画が流行っていたため、『ストップ・メイキング・センス』を日本の配給会社に売り込んだが「音楽映画は日本ではウケない」と断られ、やむなく夫婦で1985年「KUZUIエンタープライズ」を設立し、アメリカで上手くいったレイトショー方式で『ストップ・メイキング・センス』を日本で公開し、トレンディなイメージで成功させ、レイトショー方式を日本で定着させた。当時のミニシアターブームもあって、以降『バグダッド・カフェ』『ワイルド・アット・ハート』『バートン・フィンク』『愛の風景』『トリコロール』などを買い付け、日本のミニシアターで公開し成功を収めた。葛井克亮は日本アート・シアター・ギルド（ATG）のプロデューサーだった葛井欣士郎の甥で、日本に於けるヒップホップとミニシアター文化に大きな貢献を残した。

### 映像ソフト
| 発売日         | レーベル               | 規格                                   | 規格品番   | 備考                                           |
| -------------- | ---------------------- | -------------------------------------- | ---------- | ---------------------------------------------- |
|                | 東映                   | VHS                                    | KV-F020    |                                                |
|                | 東映                   | VHS                                    | VRKF-00020 |                                                |
| 1986年8月25日  | パイオニアLDC          | LD                                     | SF088-1131 |                                                |
|                | 東宝ビデオ             | VHS                                    | KF-00020   |                                                |
| 1995年8月25日  | パイオニアLDC          | LD                                     | PILD-1118  |                                                |
| 2000年9月22日  | 角川エンタテインメント | DVD                                    | KABD-83    |                                                |
| 2004年9月24日  | 角川書店               | DVD                                    | DABR-165   |                                                |
| 2006年10月20日 | 角川書店               | DVD                                    | DABA-90275 |                                                |
| 2007年2月23日  | 角川書店               | DVD                                    | DABA-0322  | リスペクト優作 松田優作 BOX 2007 [限定版]      |
| 2009年10月23日 | 角川書店               | DVD                                    | DABA-646   | デジタル・リマスター版                         |
| 2009年10月23日 | 角川書店               | Blu-ray                                | DAXA-1128  | デジタル・リマスター版                         |
| 2009年10月23日 | 角川エンタテインメント | Blu-ray                                | DAXA-1131  | 松田優作 Blu-ray BOX 優作 RETURNS [初回限定版] |
| 2012年9月28日  | 角川書店               | Blu-ray                                | DAXA-4272  | 角川ブルーレイ・コレクション                   |
| 2016年1月19日  | 講談社                 | DVD                                    | YUSAKU-18  | 松田優作 DVDマガジン Vol.18 人間の証明         |
| 2016年1月29日  | 角川映画 KADOKAWA      | DVD                                    | DABA-91103 |                                                |
| 2024年3月22日  | 角川映画 KADOKAWA      | 4K Ultra HD Blu-ray Blu-ray CD 計3枚組 | DAXA-5918  |                                                |

## テレビドラマ

### 1978年版
森村誠一シリーズの3作目として放映された。オリジナルの部分が多い（郡陽子のモノローグや扱いに顕著で、原作では一場面だけの登場で映画化では完全に省略されているが、ここでは語り部として全編に渡って登場している）。
製作は東映であるが、東宝の監督が主に演出している（元東宝の俳優であったプロデューサー兼俳優の岡田裕介との縁）。2010年7月21日から8月6日に全4巻のDVDが発売された。各巻3話収録で2巻ずつ同時発売されている
- 放映期間：1978年1月7日 - 4月1日（全13話）
- 放送時間：毎週土曜日22:00 - 22:55

#### スタッフ（1978年版）
- 企画：角川春樹事務所、毎日放送
- プロデューサー:青木民男（毎日放送）、桑原秀郎、岡田裕介（東映）
- 脚本：早坂暁
- 監督：恩地日出夫、大森健次郎、渡辺邦彦、永野靖忠
- 助監督：高橋正治、長石多可男、小野多美雄、上勢頭伸
- 撮影：工藤矩雄
- 照明：酒井信雄、国本正義
- 美術：藤田博
- 録音：北條照二
- 編集：神谷信武
- 音楽：広瀬量平
- 主題歌:「さわがしい楽園」（作詞：及川恒平、作・編曲：井上鑑、歌：りりィ）
- 制作：毎日放送、東映

#### キャスト（1978年版）
名前の後ろの※は、原作に登場しない人物。※※は、ドラマ版で著しく登場場面が増えた人物。
- 八杉恭子：高峰三枝子
- 郡恭平：北公次
- 立花典子：多岐川裕美※
- 郡陽子：岸本加世子※※
- 横渡刑事：稲葉義男
- 小山田文枝（なおみ）：篠ひろ子
- 小山田武夫：岸部シロー
- 新見雅弘：中丸忠雄
- 朝枝路子：高沢順子

映画版でも同じ役で出演している。
- 草場刑事：北村総一郎
- 山路部長刑事：板谷多一 → 河合絃司
- 山本刑事：小野川公三郎※
- 下田刑事：河原裕昌
- ジョニー・ヘイワード：ジャーニー・カイナ
- ダン安川：戸浦六宏※
- 郡陽平：山村聡
- お種：千石規子
- 美波：谷口香※
- 文子：上月左知子※
- 宮武教授：橋爪功
- 森戸：辻萬長
- サラリーマン（事件の目撃者）：大和田獏
- 弁護士事務所長（典子の上司）：久松保夫※
- 金湯館（霧積温泉）女将：川口敦子
- 女将の舅：藤原釜足
- 中山静枝（お種の孫娘）：西真澄
- 足立泰子（恭子の秘書）：新海百合子
- 代議士：河村弘二※
- タクシーの運転手（霧積温泉）：車だん吉
- よしの（お種の幼馴染）：牧よし子
- よしのの孫娘：鶴間エリ
- 村の農夫：橋本功※
- テレビ司会者：村上不二夫※
- 受付の警官：高品格※
- 外事課刑事：小美野欣士※
- 幼稚舎事務長：五藤雅博
- ホテル支配人：入江正徳
- 運転手（郡家）：神山寛※
- ホテル・エレベーターガール：小牧りさ
- 路子の母：小笠原まり子※
- ホステス：原良子※
- 捜査本部事務員：佐々木梨里※
- 雑誌編集者：左時枝※
- タクシーの運転手（証言者）：左とん平
- ラクチョウのおトキ（街の女）：奈美悦子※
- 金沢正男：内田朝雄※
- 塩川広一：高原駿雄※
- 棟居の母：絵沢萌子※※
- 棟居の父：岡田裕介
- 那須警部：佐藤慶
- 棟居弘一良：林隆三（少年時代：斉藤幸一）
- ほか：加藤和夫、早川純一、中島元、岩城和男、柄沢英二、依田英助、林美樹、沢井孝子、伊藤すま子、橘麻紀、桐島好夫、
篠田薫、竹内靖、春田三三夫、山田光一、山浦栄、名川貞郎、高原ユキ、山本緑、白石のり子、北浦昭義、三田明子、
相馬剛三、山田禅二、木村修、久地明、仲塚康介、五野上力、芦葉京子、谷本小代子、大山いづみ、慎れい子、村尾幸三、菊地太、美原亮三、高野隆志、佐川二郎、中野順子、佐竹祥市、甲斐久恵、日笠潤一、小泉茂、山村裕、石堂洋子、今村原兵

#### 視聴率（1978年版）
第1回21.2%、第2回22.1%、第3回20.4%、第4回21.4%、第5回22.4%、第6回21.9%、第7回20.7%、第8回18.9%、第9回20.7%、第10回18.2%、第11回22.2%、第12回20.5%、最終回24.7%。
| TBS系 土曜22時台（当時は毎日放送の制作枠。一部地域を除く） | TBS系 土曜22時台（当時は毎日放送の制作枠。一部地域を除く） | TBS系 土曜22時台（当時は毎日放送の制作枠。一部地域を除く） |
| 前番組                                                     | 番組名                                                     | 次番組                                                     |
| ---------------------------------------------------------- | ---------------------------------------------------------- | ---------------------------------------------------------- |
| 森村誠一シリーズ・暗黒流砂                                 | 森村誠一シリーズ・人間の証明                               | 横溝正史シリーズII・八つ墓村                               |

### 1993年版
金曜ドラマシアターで1993年1月8日に放送された。

#### スタッフ（1993年版）
- 脚本：鎌田敏夫
- プロデューサー：関口静夫
- 演出：星田良子
- 制作：フジテレビ、共同テレビ

#### キャスト（1993年版）
- 棟居弘一良：石黒賢
- 八杉恭子：宮本信子
- 郡陽平：村井国夫
- 新見隆：神田正輝
- 棟居の母：泉ピン子
- ケン・シェイファー：ピーター・フォーク

### 2001年版
タイトルは「人間の証明2001」、「女と愛とミステリー」で放送された。
BSジャパンでは2001年1月7日21:00 - 23:24に、テレビ東京系列では同年1月10日20:54 - 23:18に放映された。

#### スタッフ（2001年版）
- 監督：井坂聡
- 脚本：清水有生
- 音楽：和田薫
- 撮影：佐野哲郎
- 照明：渡部嘉
- 美術：太田喜久男
- 録音：鈴木肇
- 編集：川瀬功
- 刺青師：霞涼二
- ニューヨークロケ・コーディネート：Dolphin Production
- 音響効果：柴崎憲治
- 技術協力：IMAGICA、神奈川メディアセンター
- プロデュース：不破哲之、椿宜和、嶋村希保
- 制作：テレビ東京、BSジャパン、トスカドメイン

#### キャスト（2001年版）
- 棟居弘一良：渡辺謙
- 下田美里：高島礼子
- ジョニー・ヘイワード：TEAH（テア）
- 郡陽平：平野稔
- 根間徹：田中邦衛
- 新見隆：石倉三郎
- 棟居豊子：渡辺美佐子
- 八杉恭子：いしだあゆみ
- 鶴田忍、遠藤憲一、原田健二、中村麻美、池内万作、川村ティナ、石田登星、西凛太朗、渡部雄作、関貴昭、山本与志恵、胡桃沢ひろ子、大浜平太郎、中平良夫、吉満涼太、田中沙斗子、渡部大輔、水島新太郎、田浦リオ  ほか

### 2004年版
フジテレビ系連続ドラマ（木曜夜10時からの木曜劇場）として2004年7月8日から9月9日まで放映された。全10回。初回は15分拡大の22:00 - 23:09に放送。平均視聴率は12.1%だった。

#### スタッフ（2004年版）
- 脚本：前川洋一
- プロデューサー：鈴木吉弘
- 演出：河毛俊作、久保田哲史、成田岳
- 音楽：岩代太郎
- 主題曲：河口恭吾 「A Place in the Sun」（スティーヴィー・ワンダーのカヴァー）
- 制作：フジテレビドラマ制作センター

#### キャスト（2004年版）
- 棟居弘一良 - 竹野内豊：34歳。青山署から捜査一課に異動したばかりの刑事。子供の頃に父親を殺されたことから、あらゆる犯罪者を憎む。
- 本宮桐子 - 夏川結衣：34歳。棟居の児童養護施設時代からの幼なじみ。女性誌の契約記者。政界進出を目指す郡恭子を取材する。
- 横渡篤 - 大杉漣：55歳。港中央署の刑事で庶民的な人物。棟居とペアを組んで、ジョニー殺害事件の捜査に当たる。
- ジョニー・ヘイワード - 池内博之：28歳。ミシシッピ州から来た外国人。来日から約1週間後の夜に刺殺体が発見される。
- 那須英三郎 - 緒形拳（友情出演）：58歳。警視庁捜査一課係長。ジョニー殺害事件の指揮官。有能な棟居に期待している。
- 山路利雄 - 佐藤二朗：42歳。捜査一課主任刑事。棟居に一方的に対抗意識を燃やし、彼の推理をことごとく否定する。
- 草場健次 - おかやまはじめ：38歳。港中央署の刑事。ジョニー殺しの事件に関する細々としたこと[注 4]を調査する。
- 富永雅彦 - 山崎樹範：31歳。警視庁捜査一課管理官。出世を第一に考え、河西課長や警視庁上層部の顔色を伺いながら事件の早期解決を図る。
- 河西善行（かさい） - 津嘉山正種：55歳。警視庁捜査一課課長。その後事件が難航し、上層部の意向に沿って捜査本部を縮小しようとする。
- 郡翔平 - 高岡蒼佑：23歳。恭子の息子。普段から素行が悪いが親の前では好青年を演じている。冒頭で女性監禁事件を起こす。
- 朝枝路子 - 松下奈緒：20歳。冒頭で翔平に出会い恋人となる。翔平と行動を共にしたことで彼の犯罪に加担する。
- 小山田文枝 - 横山めぐみ：35歳。クラブで働く人妻。ある夜路上で翔平の違法行為を目撃し、別荘に監禁される。
- 小山田武夫 - 國村隼：45歳。文枝の夫。元工場経営者。経営する工場で事故に遭い身体障害者となり、工場を廃業。車イス生活を送る。失踪した文枝の行方を探し始める。
- 新見隆 - 風間杜夫（特別出演）：50歳。文枝の愛人。東洋テクノロジー取締役。気難しい小山田に手を焼きながらも協力して文枝の行方を探す。
- 郡恭子 - 松坂慶子：51歳。人気エッセイスト。夫・陽平の後を継いで神奈川県知事選に立候補し、精力的に選挙活動を行う。
- 郡陽平 - 鹿内孝：61歳。神奈川県前知事。貿易会社を経営。現在は病気療養中だが、恭子の選挙活動に助言する。
- 郡さやか - 堀北真希：16歳。恭子の娘。素直で明るい性格の今どきの女子高生。ある時恭子がついた嘘に不信感を持つ。
- 佐伯友也 - 田辺誠一：35歳。恭子の秘書兼選挙参謀で、陽平の元秘書。若いが冷静な策士で、恭子の知事選に尽力する。
- 神奈川県議会議員 - 五代高之、谷本一：以前から郡陽平の県政を側近として支えており、現在は恭子の知事選に協力する。
- 相馬晴美 - りりィ：55歳。恭子と過去に親しかった女。恭子の知事選立候補を知り、過去をネタにたかり始める。
- 田口編集長 - 久世星佳：「紅陽出版」の編集長。桐子の直属の上司。恭子への取材方法を巡って、桐子と意見が対立する。
- ウィルシャー・ヘイワード：ジョニーの父。故人。ベトナム戦争に出兵した頃に、日本の米軍基地にいたことがある。
- ケン・シュフタン - ボー・スヴェンソン（Bo. Svenson）：ジェファーソン市警刑事。ジョニーの調査に訪れた棟居に渋々協力する。
- 小学生時代の棟居：横須賀出身。1975年のクリスマスの夜、アメリカ兵に父親を殺された後、児童養護施設で育った。
- 棟居の父親 - 徳井優：正義感の強い性格が仇となり、横須賀でアメリカ兵たちにリンチを受けて亡くなった。
- 八杉恭子（郡恭子の少女時代） - 佐々木梓：富山県八尾町出身。16歳の頃に上京し、晴美に出会った。
- 少女時代の晴美 - 木下智恵：大学生。全共闘の学生運動家。当時は行動的で輝かしい時を過ごしていた。
- 中山タエ - 池田貴美子[注 5]：霧積の旅館・金湯館の元仲居。1970年代は、夫と横須賀で居酒屋「かもめ」を切り盛りしていた。
- タエの夫 - 岸博之[注 6]：「かもめ」の土地を巡って、地上げ屋とグルだった警察に不当に逮捕された。

#### ゲスト
第1話
- 麻薬を隠し持つ男 - 田中要次：多量の麻薬と拳銃の入ったカバンを持っていた所を、棟居に逮捕される。
- 青山警察署署長 - 鶴田忍：冒頭の棟居の上司。手柄を立てた棟居に署長賞を授与し、警視庁捜査一課への栄転を告げる。

第2話
- 銀座のクラブのママ - キムラ緑子：文枝の雇い主。文枝の失踪後、店を訪ねてきた小山田に冷たく応対する。
- 黒服 - 長江英和：上記のクラブで黒服として働く。障害者である小山田に親切に接し、文枝のロッカーの鍵を開けてあげる。
- ジャズバー「ウィルシャー」のマスター - 小市慢太郎：来日したジョニーが、父親と同じ名の自身の店に訪れる。

第3話
- よしおか - 泉谷しげる：ホームレス。ジョニーの所持品を持っていたことから、重要参考人として棟居の事情聴取を受ける。
- KAZUKO - 平岩紙：ロリータ姿のストリートミュージシャン。ある夜路上ライブ[注 7]をした所、ジョニーが聞きに来る。

第4話
- 女の子 - 大橋のぞみ：1975年のクリスマスの夜に、家族に「私モンチッチがほしい」と話しながら棟居の前を通る。
- 道案内する女性 - 尾野真千子[注 8]：金湯館の娘。金湯館に行こうとする棟居と横渡と一緒に“ホイホイ坂”を歩いて案内する。
- 金湯館の経営者である夫 - 春海四方、妻 - 梅沢昌代：霧積で家族4人で細々と旅館経営をしており、棟居が訪れる。
- 金湯館の先代女将 - 花原照子：元仲居・タエから聞いた、20数年前に旅館に来た黒人の親子連れについて棟居に伝える。
- 霧積警察署の刑事 - 河原さぶ：棟居に浴槽で事故死したタエの状況を伝えるが、他殺を疑う彼と意見が対立する。

第5話
- 横須賀の飲食店店主 - 丸岡奨詞：タエについて調査する棟居と横渡に、彼女をよく知るキャサリンの居場所を教える。
- おおむろ よしの(キャサリン) - いしだあゆみ：現役娼婦の痩せ細った老婆。棟居と横渡にタエの横須賀時代について話す。
- 恭子の小学校時代の同級生 - 鷲尾真知子：恭子について話を聞きに来た桐子にアルバムを見せながら小学生時代を話す。

第6話
- 晴美の大学時代の元恋人 - 井上高志：晴美の聞き込みに来た棟居と横渡に、大学時代の彼女について話す。
- なんばら - 半海一晃[注 9]：陽平の会社の元経理部社員。会社の不正を告発しようとして解雇されたため、桐子に情報をリークする。
- 日本テティベア協会の職員 - 六角精児：ある日小山田と新見が持ってきたテディベアを調べ、特注品であることを伝える。

第7話
- いとう - 升毅：テキサス支社で働くなんばらの同僚。陽平の会社の不正について桐子と会話する。
- 工場長 - 水森コウ太、よしえ - 松本じゅん(現:松本海希)：晴美のパート先の工場長と同僚。横渡に晴美の仕事ぶりなどを伝える。

第8話
- ニュース番組のアナウンサー - 山中秀樹（フジテレビアナウンサー）(当時)：伊豆の山林から遺体が見つかったことをニュースで報じる。
- 西伊豆署の刑事 - 徳井優（二役）：小山田と新見に文枝の所持品を確認してもった後、横渡と一緒に遺体発見現場に訪れる。

#### サブタイトル（2004年版）
| 第1話                                                      | 2004年7月08日 | 遠い橋・ある異邦人の死 | 15.9% |
| 第2話                                                      | 2004年7月15日 | 謹慎                   | 12.6% |
| 第3話                                                      | 2004年7月22日 | 母さんに捧げる詩       | 11.9% |
| 第4話                                                      | 2004年7月29日 | 霧積温泉の変死者       | 11.7% |
| 第5話                                                      | 2004年8月05日 | 母の秘密を知る女       | 11.0% |
| 第6話                                                      | 2004年8月12日 | 輝ける青春の記憶       | 11.4% |
| 第7話                                                      | 2004年8月19日 | 南部アメリカ編(01)     | 09.8% |
| 第8話                                                      | 2004年8月26日 | 米国編（2）犯人の顔    | 11.3% |
| 第9話                                                      | 2004年9月02日 | 郡恭子最後の一日       | 11.5% |
| 最終話                                                     | 2004年9月09日 | 人間たちの明日         | 13.3% |
| 平均視聴率 12.0%（視聴率は関東地区・ビデオリサーチ社調べ） |               |                        |       |

- 初回は15分拡大放送。

| フジテレビ系 木曜劇場                | フジテレビ系 木曜劇場                          | フジテレビ系 木曜劇場                     |
| 前番組                               | 番組名                                         | 次番組                                    |
| ------------------------------------ | ---------------------------------------------- | ----------------------------------------- |
| 離婚弁護士 （2004.4.15 - 2004.6.24） | 人間の証明（2004年版） （2004.7.8 - 2004.9.9） | 大奥〜第一章〜 （2004.10.7 - 2004.12.16） |

### 2011年版（韓国ドラマ）
「ロイヤルファミリー」の題名で、文化放送連続ドラマとして2011年3月2日から4月28日まで放送。日本ではTBS「韓流セレクト」枠で2011年10月27日から11月21日まで放送。

#### キャスト（韓国版）
- ハン・ジフン：チソン
- キム・インスク：ヨム・ジョンア
- コン・スノ：キム・ヨンエ
- チョ・ヒョンジン：チャ・イェリョン

#### サブタイトル（韓国版）
| 各話   | 放送日  | サブタイトル(邦題) |
| ------ | ------- | ------------------ |
| 第1話  | 3月2日  | Kと呼ばれた女      |
| 第2話  | 3月3日  | 敵中へ             |
| 第3話  | 3月9日  | 誠意の勝利         |
| 第4話  | 3月10日 | 社長の座           |
| 第5話  | 3月16日 | 最後の賭け         |
| 第6話  | 3月17日 | 社長就任           |
| 第7話  | 3月23日 | ユンソの苦悩       |
| 第8話  | 3月24日 | つかの間の幸せ     |
| 第9話  | 3月30日 | 2つのテディベア    |
| 第10話 | 3月31日 | 過去を知る女       |
| 第11話 | 4月6日  | 策略               |
| 第12話 | 4月7日  | 衝撃の事実         |
| 第13話 | 4月13日 | 嫁たちの反乱       |
| 第14話 | 4月14日 | 戦いに挑む理由     |
| 第15話 | 4月20日 | 第三幕の幕開け     |
| 第16話 | 4月21日 | オムの心           |
| 第17話 | 4月27日 | 新たな真実         |
| 第18話 | 4月28日 | 永遠の安息         |

| 文化放送 MBC水木ミニシリーズ              | 文化放送 MBC水木ミニシリーズ                | 文化放送 MBC水木ミニシリーズ                              |
| 前番組                                    | 番組名                                      | 次番組                                                    |
| ----------------------------------------- | ------------------------------------------- | --------------------------------------------------------- |
| マイ・プリンセス （2011.1.5 - 2011.2.24） | ロイヤルファミリー （2011.3.2 - 2011.4.28） | 最高の愛〜恋はドゥグンドゥグン〜 （2011.5.4 - 2011.6.23） |

### 2017年版
ドラマスペシャルとして、テレビ朝日系列で2017年4月2日21:00 - 23:10 に放送。主演・藤原竜也。原作通り1970年代の設定となる。

#### スタッフ（2017年版）
- 監督：雨宮望
- 脚本：浜田秀哉
- 音楽：吉川清之
- 企画協力：KADOKAWA
- 主題歌：EXILE ATSUSHI & Char「人間の証明のテーマ」（映画版主題歌のカバー）[98]
- VFX：キルアフィルム
- 技斗：清家三彦
- 技術協力：ジャパンブロードキャストソリューションズ（JBS）
- プロダクション協力：東映太秦映画村
- チーフプロデューサー：佐藤凉一（テレビ朝日）
- プロデューサー：船津浩一（テレビ朝日）、目黒正之（東映）、石﨑宏哉（東映）
- 制作：テレビ朝日、東映

#### キャスト（2017年版）
- 棟居弘一良：藤原竜也
- 八杉恭子：鈴木京香
- 横渡伸介：緒形直人
- 中山種：草笛光子
- 那須英三：宅麻伸
- 郡陽平：中原丈雄
- 郡恭平：堀井新太
- ジョニー・ヘイワード：ラバンス、ジョシュア・ヌワエメ（幼少期）[99][100]
- ウィルシャー・ヘイワード：モーゼス夢
- 山路刑事：山田純大
- 草場刑事：松永博史
- 小山田武夫：加藤虎ノ介
- 大室よしの：吉本選江
- 凛泉館先代女将：北川めぐみ

## パロディ・オマージュ
- 藤子・F・不二雄著『ドラえもん』てんとう虫コミックス第18巻収録「あの日あの時あのダルマ」にて、のび太が過去に紛失した麦わら帽子を「なくし物とりよせ機」で取り寄せた直後、ママに「おかあさん、おかあさん。どこへいったのでしょうねと、大さわぎしたムギワラ帽子。谷へ落としたあの帽子。」と言いながら帽子を見せる場面がある。
- コンタロウ著『1・2のアッホ!!』第9巻「拒人第三軍の巻」[101] の挿話で拒人二軍玉皮練習場に鳥人間の扮装したカントクが現れ、流目監督たちから「あんたがいては二軍が迷惑」「怪人鳥男のくる所ではない」と批判された事に「鳥男で悪かったな。こうみえてもわしはれっきとした人間だ」と言い返すカントクだったが、そばで鳥がパン屑を漁っているのを見て割り込んで「同じ鳥同士じゃないか、怒るなよ」と言いながらパン屑を拾って食べるカントクに流目が「人間じゃなかったんですか」とツッコんだ後、カントクが「疑うなら証拠をみせてやる！それっ」と言って帽子を飛ばした後「おかあさん、ぼくのあの帽子どうしたでしょうね」と言う。流目に「なんですか、それ!?」と聞かれて「人間の証明」と答えて「きまったーっ。きまったぜ、ベイビー」と会心のギャグに大喜びするカントクをよそに流目以下二軍の選手たちが白けている様子が描かれている。
- 手塚治虫著『ブラック・ジャック』第17巻第163話「しめくくり」[102] の挿話では、大ベストセラーの大河小説「未知の世紀」の作者として名士で有名人である井中大海（おおみ）が膵体がんで倒れて入院し、入院先のブラックジャックの同窓生である病院長が「『未知の大器』はいまや「人間の証明」や「ルーツ」なんかをグンとしのぐ人気」と話している場面がある。
- 林律雄・大島やすいち著『おやこ刑事』第4巻事件簿No.5「ある殺し屋」[103] の挿話で、冒頭の殺しの舞台となる映画館で上映されていた作品が『八つ墓の証明』となっており、これは連載当時公開中の大ヒット映画『人間の証明』（松田優作主演、1977年角川映画）と『八つ墓村』（萩原健一主演、1977年松竹）のタイトルを足したパロディである。